# 客家文化
客家文化（客家白話字：Hak-kâ vùn-fa；客家話拼音：Hag5 ga1 vun2 fa4），是指客家人所創造的文化，包括客家話、戲劇、音樂、舞蹈、工藝、民俗等。客家文化源自中原漢人南遷時自身所保留的唐宋時期的華夏文化和中原文化。崇文重教，耕讀傳家是客家文化的特點，客家文化的基本特質是儒家文化。

## 戲劇
- 木偶戲
- 花朝戲
- 東河戲
- 採茶戲（客家採茶戲）
- 廣東漢劇（廣東客劇）
- 閩西漢劇（福建客劇）
- 客家大戲（臺灣客劇）
- 客家山歌劇
- 客家布袋戲（以客語發音的布袋戲。其中以臺灣雲林縣最為著名）

#### 客家漢劇
漢劇是地方戲曲劇種之一，舊名「楚調」、漢調。原以秦腔經襄陽南下演變出來的西皮為主要腔調，後又吸收了安徽傳來的二黃。同徽劇相互影響，在發展的過程中形成了荊河、襄河、府河、漢河四支流派。對湘劇、川劇、贛劇等劇種都有影響。漢劇在客家地區流傳，使用客家方言演唱，已有數百年歷史，被譽為南國牡丹，與湖北漢劇、閩西漢劇等同宗同源，在廣東地區的被命名為廣東漢劇，是廣東三大劇種之一。漢劇臉譜有百多種，以黑、紅、白三色為主，黑色象徵剛勇，紅色象徵忠賢，白色和青色象徵陰險、奸詐。其角色行當分公角、老生、小生、老旦、正旦、花旦、紅淨、丑角等九大行。傳統廣東漢劇劇目約有八百多個。較為著名的有《百里奚認妻》《齊王求將》。

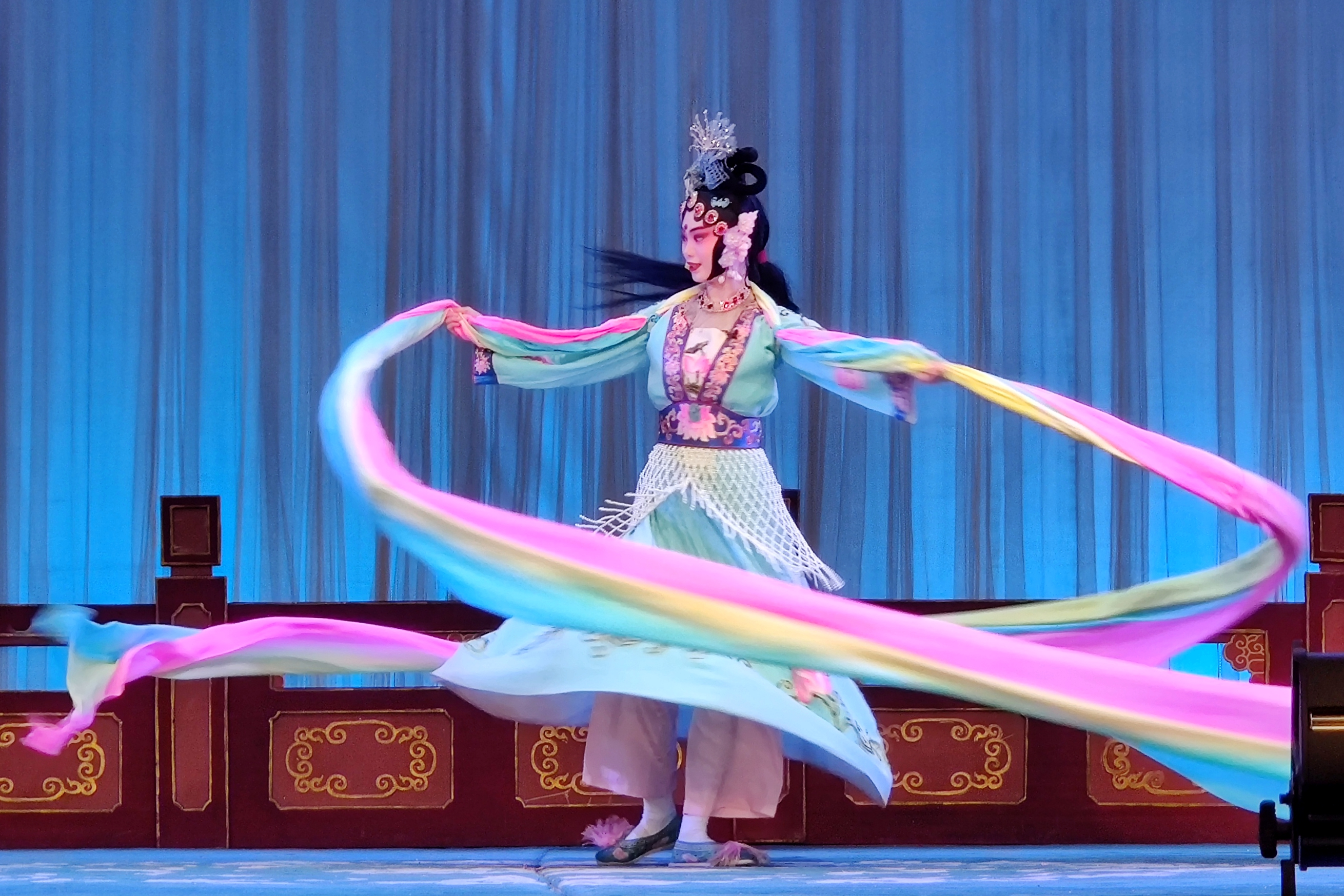

廣東漢劇起源於梅州大埔，據大埔縣誌和有關資料記載明末清初已有漢劇活動，以後活動頻繁，組建社團戲社，源流至今，活躍在粵東、閩西一帶。楊懋建在道光年間《夢華瑣簿》「廣州樂部分為二，曰外江班，曰本地班，大抵外江班近徽班。」而光緒年間梅州人李寧圃《程江竹枝詞》「江上蕭蕭暮雨時，家家篷底理哀絲，怪他楚調兼潮調，半唱消魂絕妙詞。」錢熱儲在民國二十二年出版的《漢劇提綱》「唯在贛之南、嶺之東，及閩之西部者，皆本其原音，不加增易，故特標其名曰外江。」
廣東漢劇以西皮、二黃作為主要聲腔，以中州音韻為唱語的劇種，原稱「外江戲」的廣東漢劇直到1933年在廣東大埔人錢熱儲著《漢劇提綱》一書，將外江戲稱為廣東漢劇，從此約定俗成，沿稱至今。廣東漢劇唱腔質樸醇厚、悠揚典雅，兼有大板、昆腔、佛曲和民間小調等，唱腔結構屬板腔體，主要特色樂器為頭弦、大鑼、吊喇子。廣東漢劇因其藝術風格與湖北漢劇已有所不同，為顯示區別，1956年正式定名為「廣東漢劇」，1959年成立廣東漢劇院，院址設在廣東省東北部的梅州市，這一別具特色的地方戲曲劇種是客家文化的組成部分，在客家文化及南方戲曲藝術的研究中具有其重要的參考價值。 

#### 梅州客家山歌劇

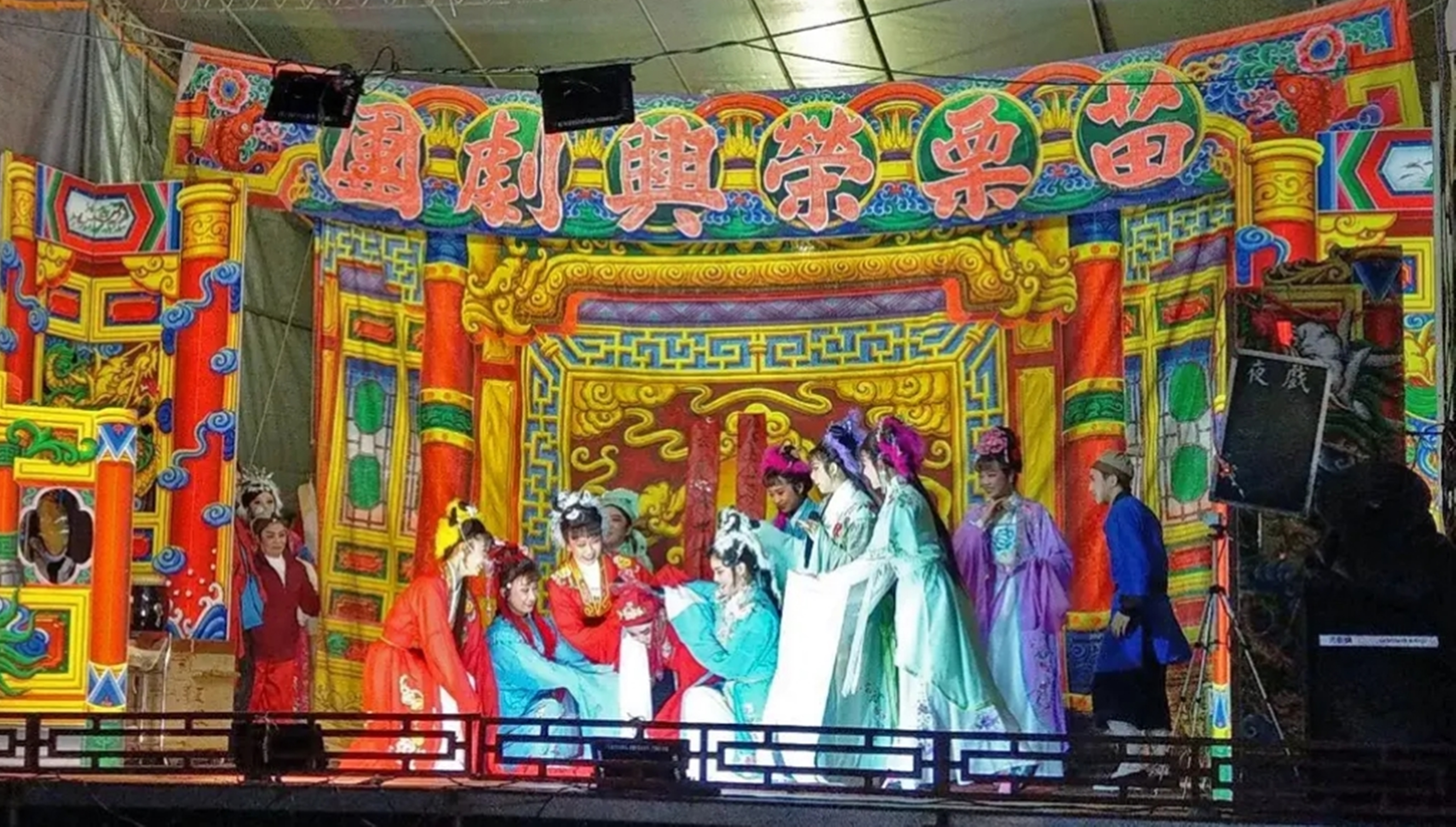

梅州客家山歌劇是中華人民共和國建國後所出現的新興劇種，流行於梅州、河源、惠州、韶關等客家方言區。客家山歌劇是廣東地方戲曲劇種，現已入編《中國戲曲志·廣東卷》。客家山歌劇以廣東梅州為主要發展基地，並流行於粵東、閩西、贛南以及廣西賀州等客家地區，是最具代表性的客家戲曲。
客家山歌從原本獨唱和對唱，到連唱與合唱，在1950年代形成山歌劇的劇種，並有「美麗的山茶花」之譽。

#### 客家大戲

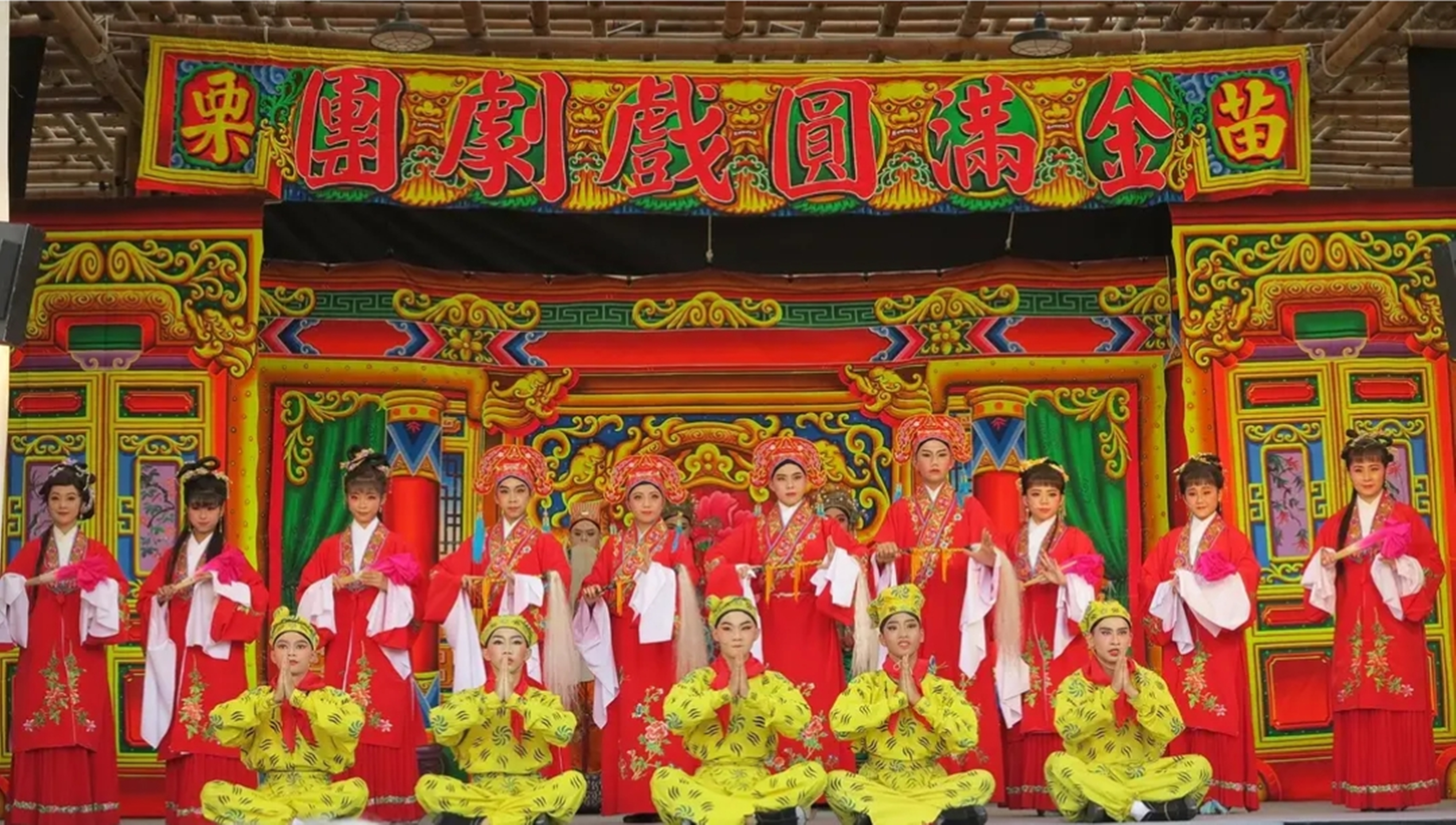

客家大戲，又稱「改良採茶戲」或「採茶大戲」，是發源於臺灣客家人的戲曲劇種。從發展歷程來看，廣義的「客家戲」內涵包括「客家三腳採茶戲」與「客家大戲」，前者發源於中國大陸，隨著客家籍移民傳入臺灣；後者則是奠基於「客家三腳採茶戲」，在臺灣特定的歷史脈絡及不同劇種交互影響下發展出的大戲形式，與歌仔戲皆為臺灣特有的戲曲形式。
臺灣客家人在各種民間廟會（如酬神會、中元節、甚至年底的收冬祭等等）裏，都會上演客家大戲。客家大戲主要使用「臺灣客家語四縣腔」來發音演繹，以音樂曲調類型來說，較接近臺灣客家大戲的中國大陸戲劇為客家山歌劇，客家漢劇雖然劇種名稱有客家二字，然而其曲調與表演使用語言皆與客家大戲有極大差異。
臺灣的客家戲班集中於桃竹苗三縣市的客家庄，其中又以桃園市戲班數量最多。南部六堆客家庄雖然也流行客家大戲，但並無在地客家大戲劇團組織，每逢慶典都從北部請來客家戲班演出。
客家大戲角色行當有生、旦、丑、淨，其中前三種行當是每齣戲中都有的角色行當，淨行則在劇情需要時出現。

#### 東河戲

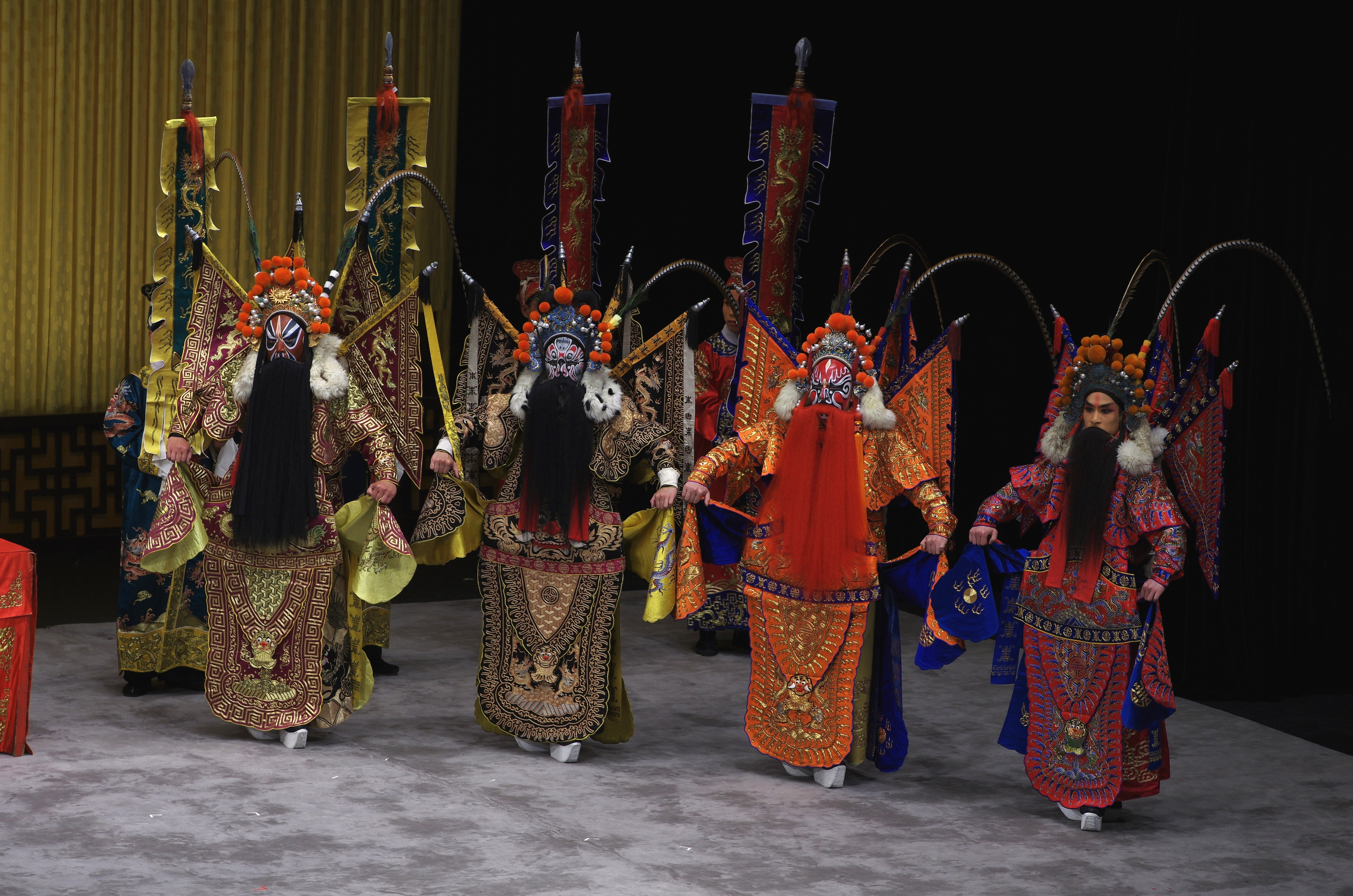

東河戲是江西省贛州市貢水（東河）沿岸地區的傳統戲劇，因其形成於贛州東面貢水流域，故稱東河戲。東河戲是在高腔的基礎上，逐步融合了崑曲、宜黃調、桂劇、安慶劇、弋板、南北調、秧歌調等，發展成擁有高、昆、彈三大聲腔較為完整的地方戲曲劇種。東河戲以中州韻為基礎，雜以客家官話的贛州官話來發音演繹。
2014年11月11日，東河戲經中華人民共和國國務院批准列入第四批國家級非物質文化遺產名錄。

#### 花朝戲

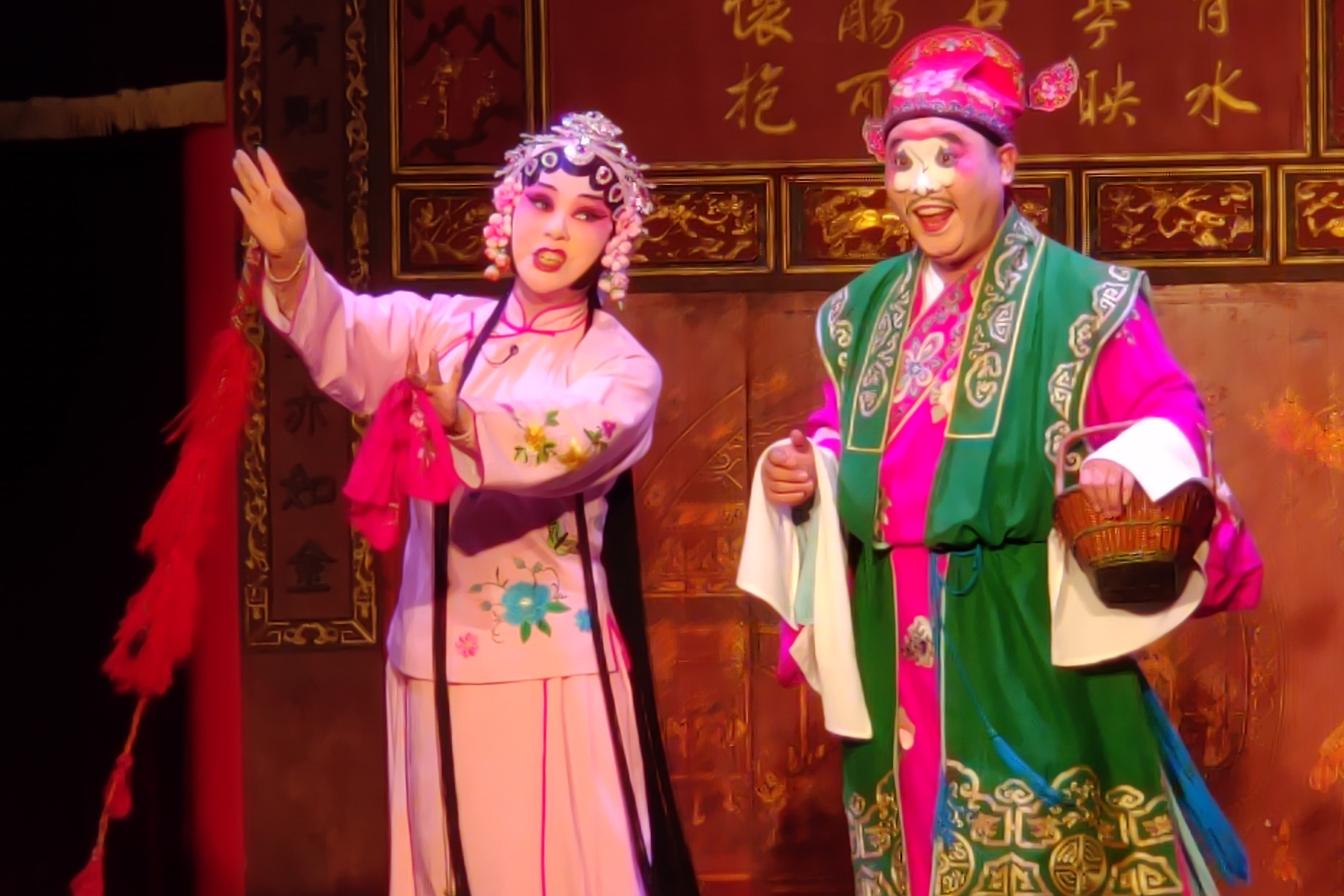

花朝戲是廣東省河源紫金的地方傳統戲劇，主要流行於紫金、五華、河源、惠陽、惠東、揭陽、豐順、興寧、海豐、陸豐等客家人聚居的地區。
花朝戲源於紫金縣鄉村的「神朝」祭祀儀式，使用客家話演唱，流行粵東客家地區。明清以來，紫金縣「神朝」樂舞深受鄉民喜愛。後來神朝藝人為了取悦觀眾，常在儀式後以小曲演唱軼聞趣事。花朝戲是民間音樂語言與民間文學語言的結合，其唱腔樸素健朗，通俗易唱唱詞和道白常運用詼諧、雋永的雙關語和歇後語，生動形象的語言真實反映了紫金縣客家人日常生活的個性。
2006年5月20日，花朝戲經中華人民共和國國務院入選成為第一批國家級非物質文化遺產名錄，遺產編號為Ⅳ-75。

## 音樂
- 客家山歌
- 客家八音
- 渡臺悲歌
- 客語流行音樂
- 閩西客家十番音樂

## 表演藝術

### 抬閣
古代中原地區流行迎神賽會，這是抬閣最早的初形，後逐漸傳到東南及西北地區，並且在各地形成不同的特色。各地區的客家對抬閣這項民俗各有不同的名稱，如江西瑞金謂之春色、南康謂之抬毛老爺，寧都則稱之為裝古史。而在廣東平遠謂之裝故事，五華謂之扮童子戲，南雄謂之扮台閣，曲江謂之扮故事。這些地區於正月十五元宵節，由五至八歲的小童擔任並參與妝扮成神話故事或古典戲曲的人物，過程會坐在彩色剪紙等吉祥圖案裝飾的故事棚里，由大人抬著遊街串巷，以祈求新一年風調雨順、國泰民安。

### 鋰魚燈
舞鯉魚燈具有特殊的藝術效果，場面極具觀賞價值。鯉魚燈起源於古代漢族傳統民間舞蹈，表達期盼風調雨順、年年有餘的願望。舞鯉魚燈表演過程魚燈閃爍，魚蝦嬉戲，再配上民間樂器伴奏。

### 布馬舞
布馬舞是古代民間舞蹈，布馬製作以竹篾扎成馬身裹上白布彩繪而成，其表現內容根據一則傳說，即宋朝時有一新科狀元，因抗擊金兵有功，皇帝為表彰其功績，賜其會同探花、榜眼、進士偕同各自的夫人及一名童子策馬遊街慶賀。布馬舞特色配上大鑼鼓與嗩吶的樂曲，生動活潑、柔中帶剛的性格，呈現布馬舞藝術的內涵與風格。

### 走古事
如今的走古事，分為七棚，在走古事習俗中，會抬著古事棚在廣場、山間、河道狂奔，古事棚用厚重的木頭搭成方形框架，框架四周裝飾圖案，兩側則是轎桿，每個古事棚上有兩位小童身著戲袍，化上戲妝，扮成李世民、薛仁貴、劉邦、楊六郎、劉備等歷史人物。

### 犁春牛
犁春牛是立春時節開展的具有農耕特色的春耕民俗活動，以祈求國泰民安、風調雨順、五穀豐登、六畜興旺。

### 舞火龍
舞火龍以乾草扎作一條龍，上面插滿香枝，在中秋前後，即農曆八月十四、十五、十六三個晚上，舞動著火龍繞村遊行，沿途燃放爆竹。
在臺灣苗栗客庄於元宵節時有𪹚龍（炸龍）活動，源於苗栗地區的迎龍慶典；「𪹚龍」就是用鞭炮炸龍，採用大量鞭炮、蜂炮去炸舞龍方式得到去邪（去舊）迎新年的作用，每年快接近元宵節時，很多龍隊開始出來練習，到了元宵節那天則進入高潮。臺灣各地皆有舞龍之民俗活動，唯獨苗栗客家發展出「炸龍」的習俗。

### 打船燈
傳統的船燈一般由三人協同表演，一人藏在船艙中扛彩船，船頭以及船尾各有人作划船動作，邊划邊表演，表現江上行船的藝術效果。小船在江上行駛，隨著江面變化表演上灘、下灘、拉船、划槳等動作，中間會唱曲念白等，音樂曲調一般是奏民間小調。

### 遊大龍
游大龍是連城縣特有的客家民俗，意在祈求風調雨順、五穀豐登。最長大龍為二百三十六節共一千餘米長。每年正月十五元宵夜，大龍蜿蜒於鄉間村野，穿行於大街小巷。

### 舞麒麟
麒麟形象已有二千多年歷史，最初是一種圖騰信仰。而麒麟是古代民間傳說中的吉祥仁獸，在周代與龍、鳳、龜並稱四靈，且列四靈之首，象徵著祥瑞太平、國泰民安。舞麒麟是客家人從北方帶到南方的一種民間藝術表演形式，以鑼鼓加嗩吶為伴奏，具有長江北部地區花會的風格，與廣東嶺南音樂不同。客家人視麒麟為瑞獸，以求化解煞氣，帶來好運，在慶祝農歷新年、婚嫁、祝壽、祠堂開光、新屋入伙、迎賓、太平清醮、神誕等喜慶場合都會舞麒麟。

### 舞青獅
青獅是客家人心目中驅邪鎮宅的神奇瑞獸。在龍巖、三明及廣東梅州一帶，逢年過節都要集中展演、入戶巡演舞青獅。其中，尤以連城最為盛行，並成為連城傳統武術中重要組成部分。連城舞青獅主要通過獅子的身形變化來展現獅子的生活習性。由於青獅製作方式傳統，不但要求製作技藝精湛，而且需要紮實的美術功底。連城客家青獅的製作為全手工傳統製作，而一整隻青獅的製作需經過選模泥、制模、裱紙、固定、上畫，及製作獅舌、獅鬃、獅布、獅尾等幾十道工序。

### 五經魁
五經魁巡演隊伍後面會跟隨著嗩吶及十番鑼鼓等樂器伴奏，隊伍由十人組成，每兩人扮演同一角色，隊列由原來的兩列演變為現在的一列，人物排序有規定，雷震子在前，後面跟著鍾馗、包拯、寇准，最後是李廣壓陣，剩下五人再依次排序。在長期的民俗活動中，不同人物之間形成了較為固定的類似擒拿格鬥的動作，扮演者配合默契邊走邊舞。

### 舞貔貅
貔貅為民間傳說中的瑞獸，據說具納財開運、鎮宅化險的能力。每逢喜慶佳節，有些地方的客家人會舞動貔貅，以祈福驅邪。貔貅的外型像使用的筲箕蓋，因此又被稱為蓋仔獅；牠分為合口和開口兩種形態。合口的貔貅用於在公眾場合，開口代表覓食，貔貅分為紅面、青面、啡面三種面相，以青面白頭為皇，平常的場合多以白額紅面為主。貔貅道具頭上有以七個銅錢作代表的北斗七星，亦有陰陽八卦和照妖寶鏡。

### 竹馬舞
竹馬舞以竹篾、彩布扎成馬頭、馬尾，裝置在人的腰部，像是騎馬，與北方的跑驢相同，習俗各異。

### 杯花舞
杯花舞表演的動作有搖杯、打杯、轉杯、磨杯、杯花出手；舞步有云步、橫步、跪步、下板腰等動作，敲擊舞杯的技藝特色，讓人耳目一新，歡快怡悅。杯花舞有其獨特的曲調和鑼鼓點，在優美的“下腰”、“搖杯”、“杯花出手”的基礎上，用流暢的舞步、巧妙的構圖、多變的節奏、大膽的創意，以“搖、滾、甩、打、磨、轉”等敲擊舞杯的技藝特色，相互賽杯、相互獻藝。

### 落地金錢舞
落地金錢舞的來由，傳說明末清初，五指石成了抗清根據地，隆武帝在該地用於行樂的宮廷樂舞，後流傳到民間，逐步發展為群眾喜愛的民間藝術。落地金錢舞的道具採用了3尺長的竹竿，左右兩端各鑿縫一尺，每縫穿五度竹籤，竹籤上各串六枚銅錢，首尾紅綢加彩。演出時，眾演員手握竹竿，上下左右、前後舞動、擺搖金錢，發出清脆的聲音，節奏動聽；紅男綠女演員不斷變換舞姿，變更隊形，使整個舞蹈顯得既威武，又生動。

### 開口獅

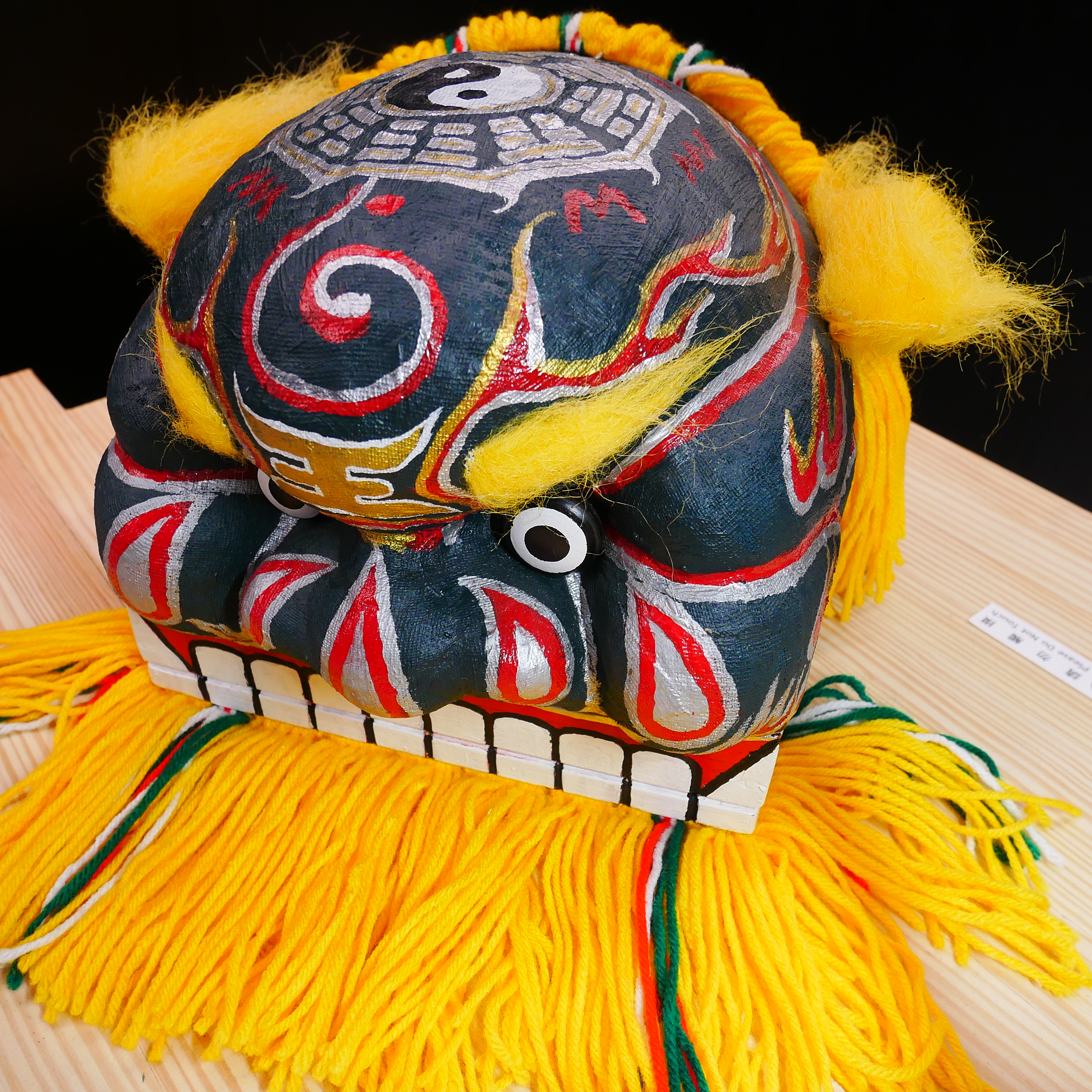
開口獅

嘴巴呈現四方形，且會開合的開口獅，是台灣紹安客家人特有的民俗陣頭，為詔安客家文化節的表演節目出現的民俗。

### 打馬燈
馬燈舞俗稱打馬燈，最早源於東漢末年，屬客家人獨特的表演藝，以竹篾織成馬身，用紅布或白布圍裹，再配上其他裝飾物，表演者會把馬套在腰間，看似騎馬的姿態。參與馬燈舞的角色主要由馬燈花旦、兩個馬郎官、打浪傘小醜、車夫、丫環、舉燈籠的引路長者等，道具方面會有紙馬、花車、鯉魚、雄雞、花扇、絲巾等，表演過程有鑼鼓、二胡、笛子等樂器伴奏。

### 客家傩舞
儺舞又稱頌鼓、跳鬼僮，客家人用之祈求風調雨順，年景豐收，儺舞被稱之為古代戲劇和舞蹈藝術的活化石。儺舞由古代圖騰崇拜發展而來，源自新石器時代，在古代盛行以此進行驅鬼逐疫為目的的祭祀儀式。柯琳《儺文化芻論》認為儺可能產生在夏代中期，到商代已定形。從西周文獻記載已有天子儺的說法，國有天子儺，即國儺，百姓有鄉儺。古代宮廷進行的國儺規模大，肅穆莊重。在周代，天子及諸侯會代表國家舉行國儺，全國上下吼聲聯聯。而客家儺是鄉儺，雖不及國儺的聲勢，也有地方特色。

### 陶瓷

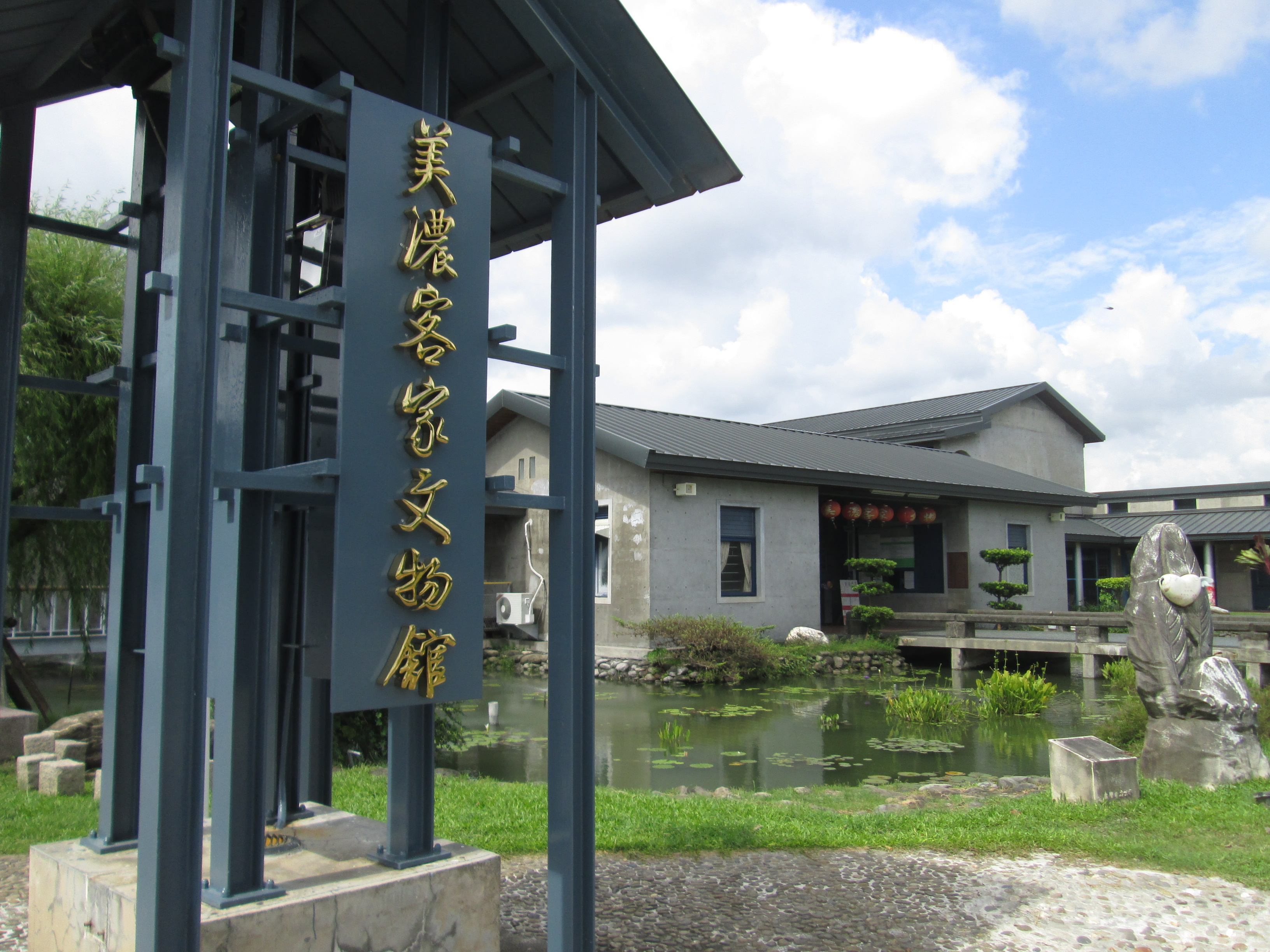
美濃客家文物館

## 工藝

### 石城硯
江西石城硯，因產於江西石城縣龍崗鄉的黃石山，又名為黃石，清代曾興仁《硯考》中譽為花蕊石。石城硯開創於北宋，在北宋時期就以天然色彩豐富、花紋圖案獨特而著稱於世。石城石與端硯、歙硯媲美。因石城石獨具諸多的花紋圖案，色彩豐富，所作之硯既有實用性及觀賞性。在硯的製作方法中融入詩、書、畫、篆刻等創作手法，使石城硯具有很高的人文價值和觀賞價值。

### 章貢竹雕

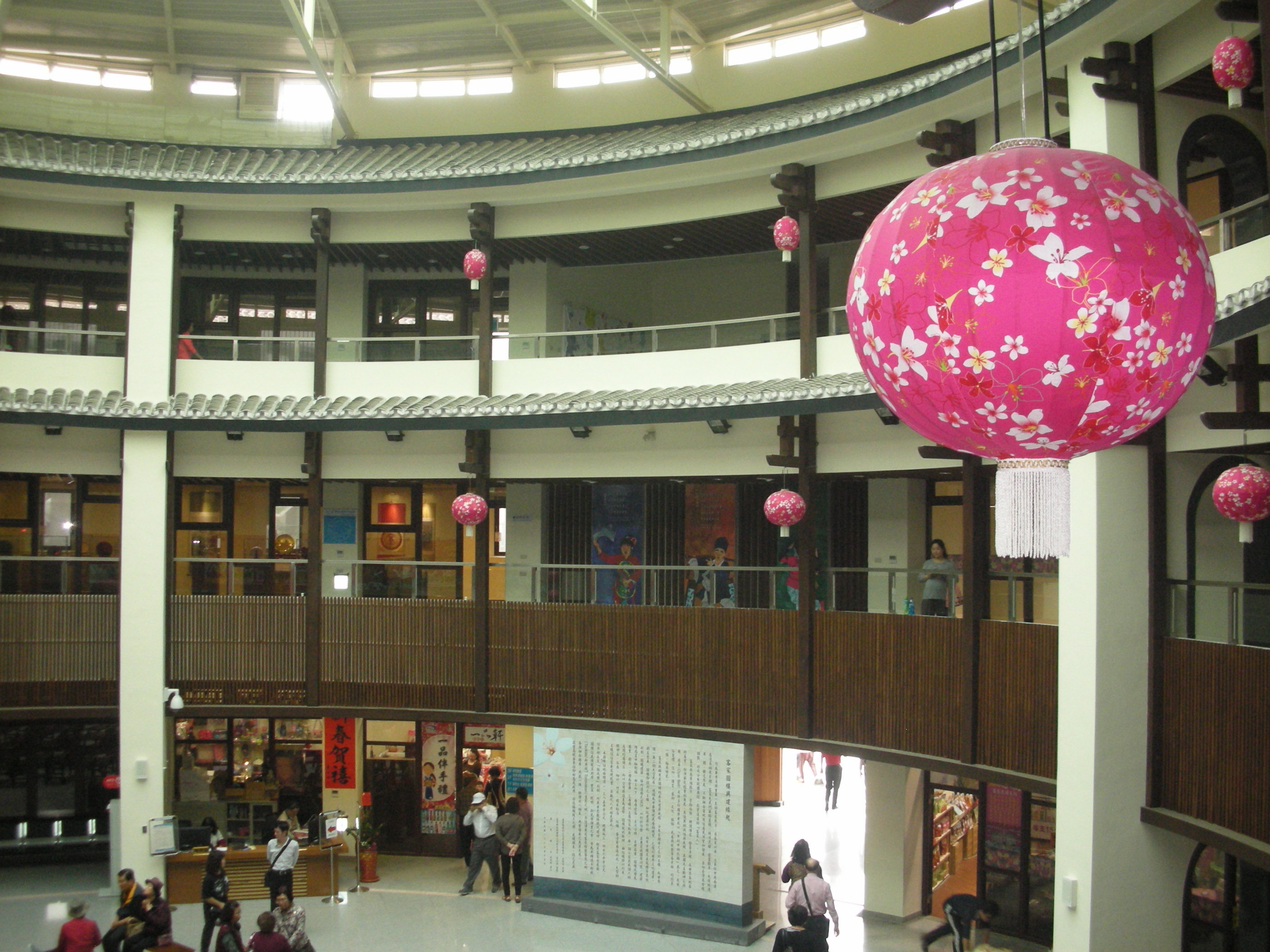
苗栗客家圓樓

竹雕藝術歷史悠久，早在商朝就已出現，並且尤其以江西、浙江一帶的竹雕工藝最為精湛。章貢區客家竹雕在傳統的竹雕雕刻藝術的基礎上，獨巨匠心的開創了亂真雕刻法。秉承傳統，而不拘於傳統，在繼承漢字書法傳統雕刻的基礎上，採用了不拘一格的雕刻手法，竹雕藝人以刀代筆，將書、畫、詩、文、印諸種藝術融為一體，賦予竹以新的生命，使竹刻作品獲得了書卷之氣和金石品味，風雅絕俗，成為歷代文人士大夫的雅玩。竹雕的形制多適合文人口味，其品種有以竹筒和竹片製成的筆筒、香筒、匾額等，也有以竹根刻成的人物、山水、草木、走獸等。其技法包括淺刻、深刻、薄地陽文、淺浮雕、高浮雕也可理解為一種下刀較深的平面陰刻，指在平面上雕出形象浮凸的一種雕塑。

### 五華石雕
五華縣因山中多花崗岩石，當地鄉民即以石為業。明代已有以石建橋記載見諸史籍，如縣城至今猶存明嘉靖年間的董源石橋。至清代境內已是石宮、石廟、石室、石牌坊林立，以石門、石窗、石柱、石梁等建造的民居遍布鄉間，石雕佛像、石獅、碑刻大量出現。五華石雕多以花崗岩石和漢白玉石為原料，有圓雕、鏤雕、浮雕、碑刻等多種造型技法。

### 長汀玉扣紙
《天工開物》「凡造竹紙，事出南方，而閩省獨專其盛。」長汀盛產土紙，普通的叫毛邊紙，上品稱玉扣紙，因紙質細嫩柔軟，色澤潔白如玉而得其名，扣是指計量單位。長汀玉扣紙興於南宋時期，在當時被列為皇室貢品，因其托墨吸水性能好、耐老化，既適宜於毛筆書法，又可用於印刷古籍和作畫，備受歷代書法名家喜愛，玉扣紙也因其玉潔冰清，獨獲日鑒天顏的美譽。

### 豐順紙花
紙花是豐順縣獨特的民間工藝品，其製作技藝迄今已有二百多年的歷史。製作過程具有民間風格。據《豐順縣誌》記載，早在清乾隆六年，當地已開始製作沒有枝葉的紙花朵，民國九年後，發展成花、枝、葉、莖齊備的盆花，用料需宣紙、絲綢、好蠟、松香等。

### 興寧板畫
興寧版畫根據所要表現的題材內容畫成詳細的木刻畫稿，並將畫稿復印到木板上，填上墨稿，待乾後用刀進行刻制。刻制完成後，用膠滾筒均勻地在板上滾動上墨，然後覆蓋上畫紙並在紙背反復摩擦，直至畫面盡顯圖畫時即拓印完畢，待陰乾後托裱即成為一幅版畫。

## 建築

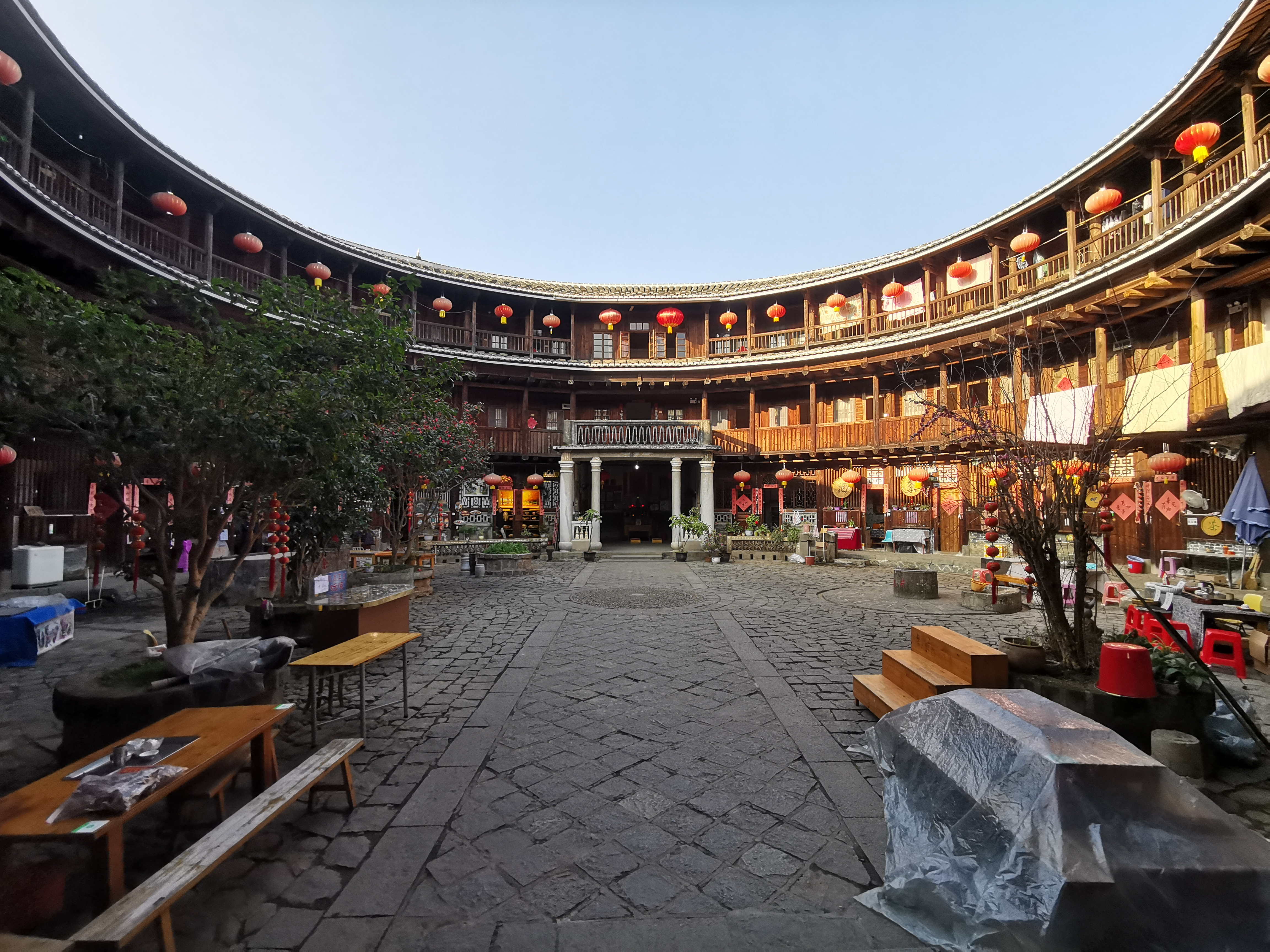
圓形圍屋

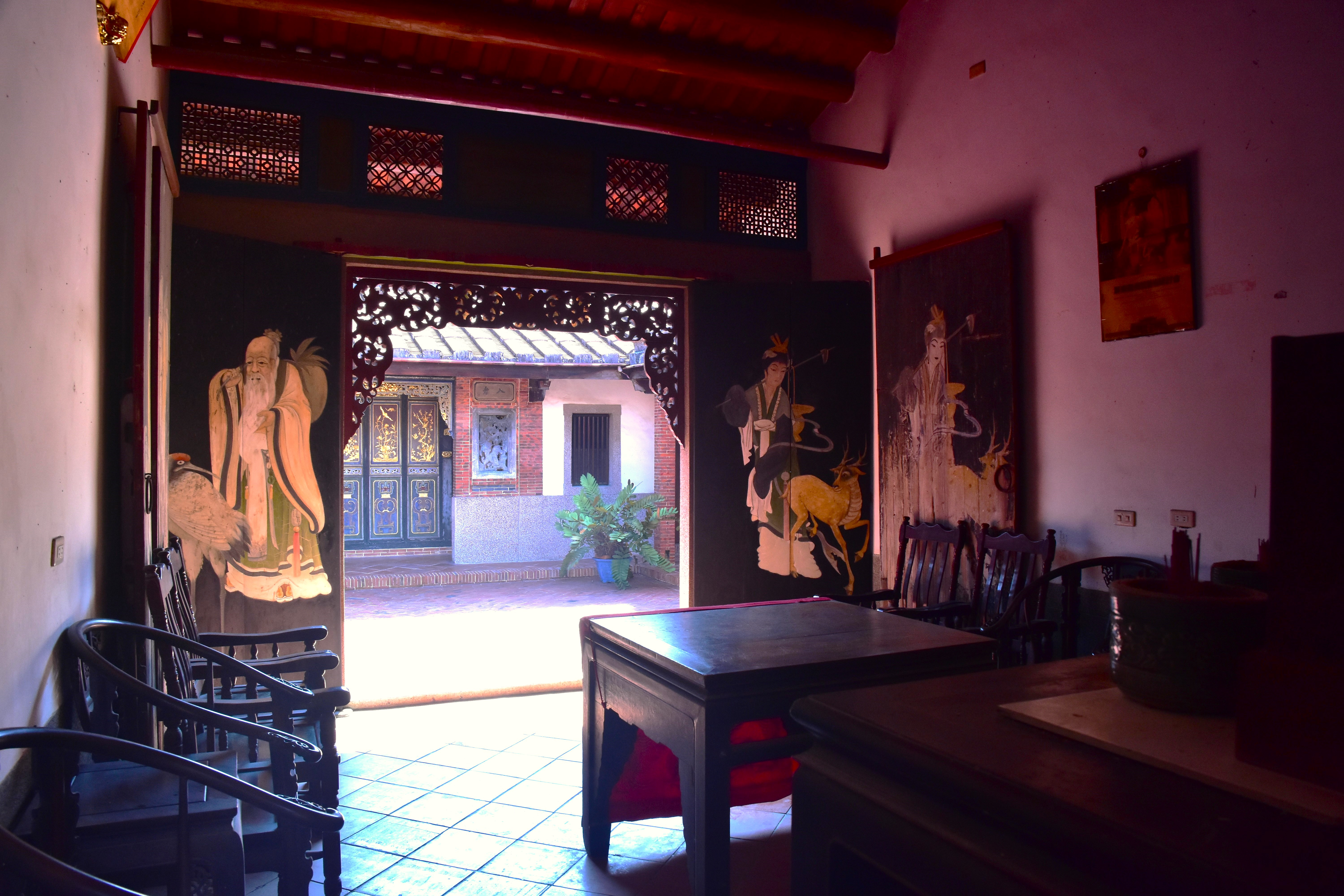
佳冬蕭宅

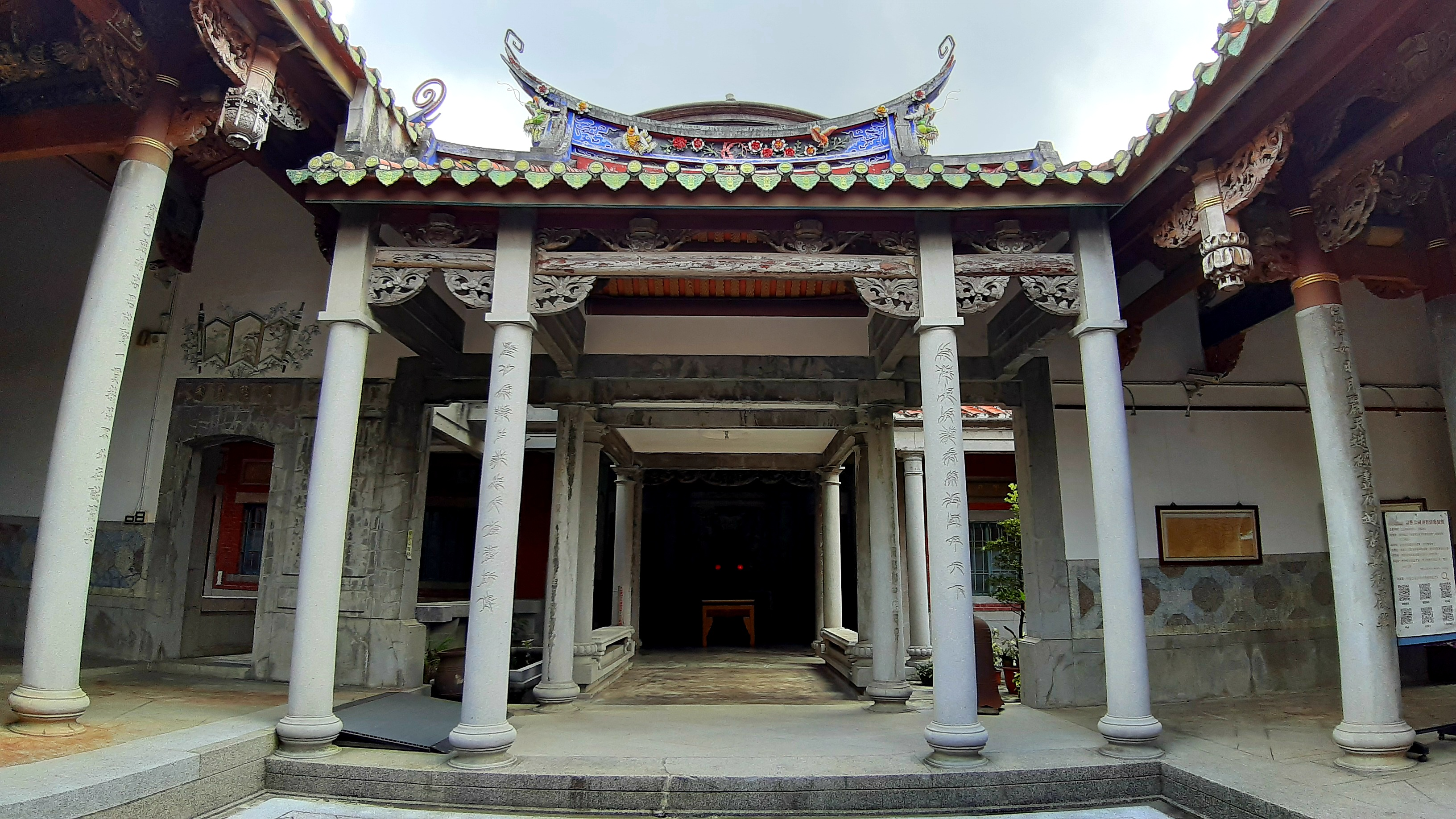
宗聖公祠

### 四角圍屋
四角圍屋和漢代塢堡外形一樣，在整個建築的四個角加建高出房屋一至二層的閣樓，其形制和功能如同炮樓。結構堅固精巧，皆由夯土、卵石、糯米汁層層壘疊而成。高聳的閣樓之間由迴廊相連接，在整座建築里上下貫穿，四通八達，既可居高臨下對四周進行監護與瞭望，又可對入侵者以火炮槍械弓箭進行射擊。

### 圓形土樓
客家土樓以福建龍巖永定的土樓為代表，土樓獨具特色，已被聯合國教科文組織列入世界遺產名錄。土樓居民以種姓聚族的群居特點和建造特色都與客家人的歷史有密切相關。

### 圍龍屋
圍龍屋是一種規模龐大、空間低矮的半封閉式建築，主要分布於廣東梅州及其下轄的興寧、五華、平遠、豐順等地。方形的堂屋，處在圍龍和水塘構成的橢圓形空間中，體現了天圓地方的哲學思想。 圍龍屋外形如盤龍，化胎似龜背，前方有一個半月形的池塘。

### 祠堂
祭祀共同祖先的建築物，在傳統客家村落，祠堂是聚族而居的中心，宗族在祠堂祭祀祖先、討論族中大事、興辦教育，是宗族內部聯繫族眾的紐帶。

### 匾額
匾額源於門閥制度，懸掛的功名匾、壽匾等匾額凝聚了深厚的客家文化歷史悠久，寓意深邃，作用獨特等鮮明的特點，體現崇文重教，積極入世的文化特質。

### 書室
書室為培育族中子弟，參加科舉考試以晉身仕途而建。

## 饮食

### 客家菜

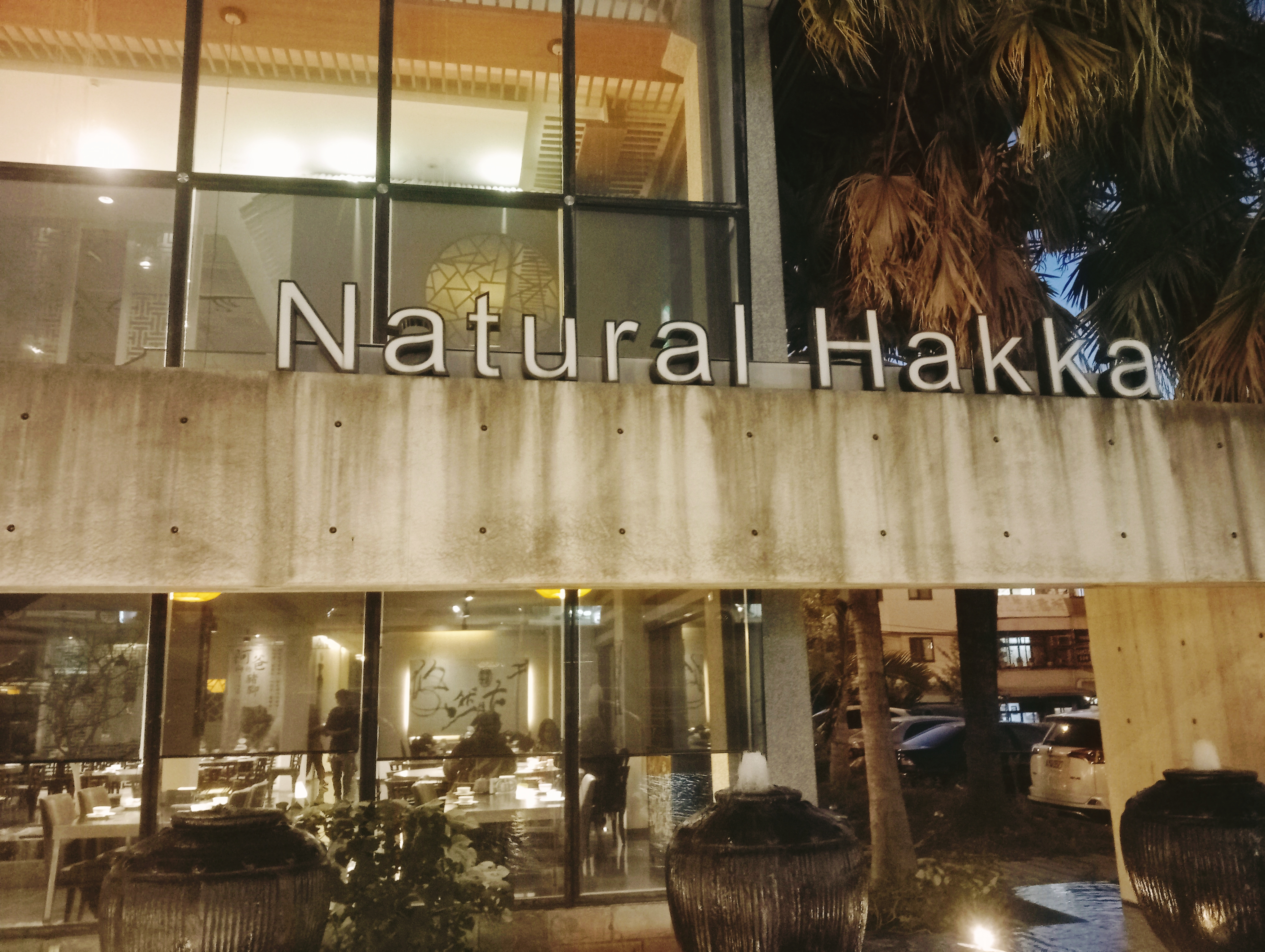
新式客家餐廳

《舌尖上的中國》第二季美食顧問、河南開封飲食文化博物館館長孫潤田指出客家飲食保留了中州古味，是古代飲食文化的活化石。而廣東東江多山川地貌、氣候物產與中原最相近，東江一帶的客家人飲食習俗得以最大程度保留中原風貌。客家菜用料以家畜、家禽的肉類為主，所重皆為陸生肉類。菜餚風格講求主料突出、造型古樸，以鹽定味，以湯提鮮，力求酥爛香濃。和以海鮮為主的廣州菜、潮州菜不同，客家菜和豫菜一樣，烹調方式以北方常見的煮、燉、熬、釀、燜等技法見長，頗有中原遺風。另外孫潤田表示除了日常飲食習慣上，客家人的民俗習俗也與中原地區一脈相承。

### 九大簋
九大簋顧名思義由九道菜組成，九大簋即意味著豐盛且隆重的宴席。其中的菜式，雖隨著飲食文化與習慣的變化而有所變遷，但菜式的數量仍然得以保存，包括了豬、鴨、雞、魚、蝦、蠔、蔬、湯等食材和樣式。

### 盆菜

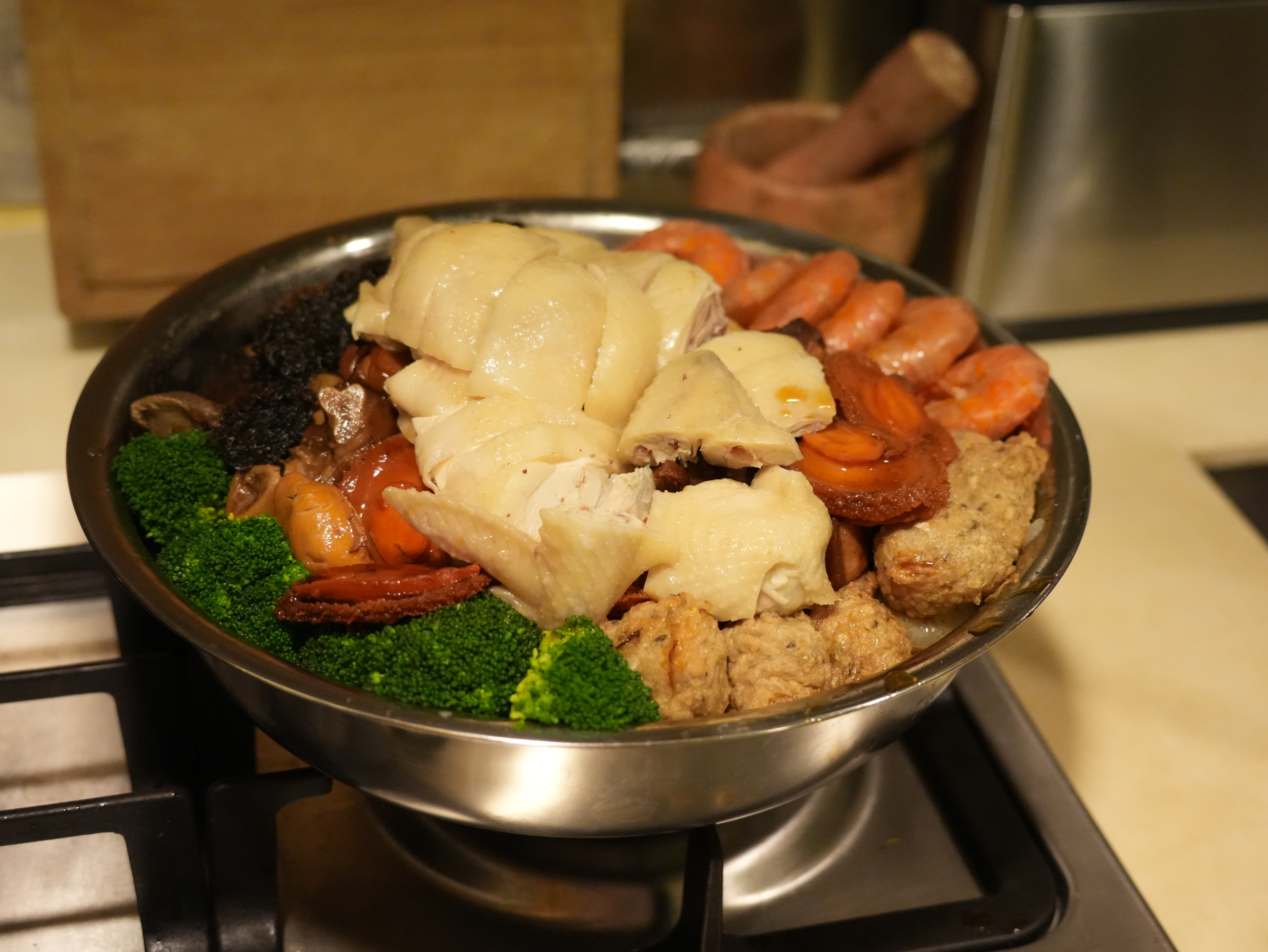
盆菜

盆菜一般也稱為大盤菜，用一個大大的盤子，將食物都放到裡面，食材一層層疊進大盤中，最易吸收肴汁的材料通常放在下面。吃的時候每圍一盤，一層一層吃下去，傳統食盆菜會用木盆盛菜，一桌用一個木盆，一張八仙桌，四條長凳，八人一桌，俗稱食盆菜。追溯起盆菜的淵源有兩個版本，南宋末年文天祥率麾下被元兵追殺，過伶仃洋狼狽逃至現時深圳市的灘頭，登陸灘頭時天色已晚，部隊缺乏菜餚。船家們同情忠臣，用自己儲備的豬肉、蘿蔔，加上現捕的魚蝦，船上沒有那麼多碗碟，只好用木盆盛出來。另一版本是宋帝為逃離元兵追趕，落難到如今的香港元朗，正當隨從四出張羅食物之際，當時的村民得悉皇帝駕臨，為表心意，紛紛將家中最珍貴的食物貢獻出來，倉促間以木盆充器皿，盛載佳餚，這也成就了盆菜一向把最貴重的食材擺在最上層的方式。

### 生魚膾
客家人食生魚膾歷史久遠，是古代生魚膾的活化石，傳承古代中國約三千年前的生魚膾文化。生魚膾文化最早可追溯到公元前823年，周宣王令人製作膾鯉以犒賞凱旋將士，這是最早食用生魚膾的記載。直到唐朝時期，中國生魚膾文化達到鼎盛，前來中國交流的日本遣唐使傳至日本，演變為今天的日本刺身文化。而在中國，這個古老的文化，因為客家人的遷徙被帶到了南方傳承了下來。生魚膾的做法會取兩斤左右的鮮活水庫土鯪、河堅、草魚，先刮去魚鱗，開膛除去內臟，然後取下兩側肉塊，脫去魚皮，剔出魚骨，揩乾血水，迅速用刀把肉切成薄如紙張的魚生片，其色淡紅，透明如玉。傳統以大蒜泥、糯米酸醋、花生油、醃蒜片、生蔥梗、生薑絲、青椒圈、炒花生米、薄荷葉、胡椒粒等為佐料。

### 粄粿
粄粿是客家人日常生活主要食品中不可缺少的組成部分，無論在平時飲食還是節慶佳日、喜慶壽誕上，充分體現了客家飲食文化的內涵。粄菓的種類繁多，如喜粄、艾粄、糍粑、粄頭、壽桃、湯圓、青團、晾粄、蘿蔔粄、蘿蔔乾粄等。

### 清明粿（艾粄）
清明粿（艾粄）的皮是一種叫艾葉的植物做成的，艾是一種草本植物，葉小形如菊科植物。

### 擂茶

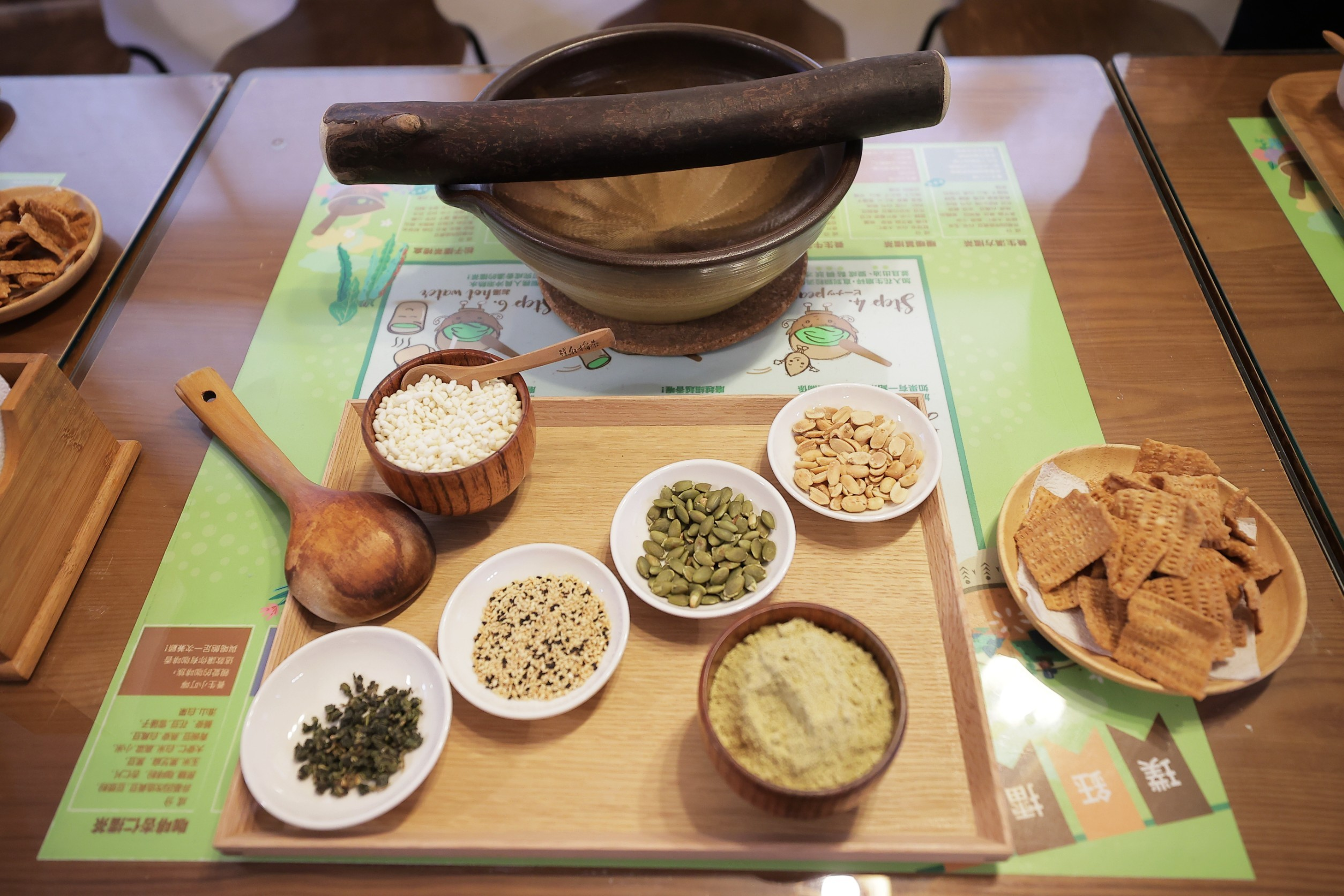
擂茶

客家擂茶的顏色跟日本抺茶相似，是客家人常用來招待賓客的茶點。擂茶又名三生湯，擂有研磨的意思，主要工具是陶缽跟木棒，但跟沖抺茶不一樣的是，抺茶沖的是粉，擂茶則是要先用陶製的擂缽，將茶葉、花生、芝麻等五穀雜糧原料用木棒研磨成細粒狀，再沖入熱水調勻，加入米籽後食用。抺茶沖好後雖然有綿密泡沬，但基本上茶湯還是偏清水狀。

### 擂茶飯
擂茶飯既從擂茶演化而來，它當然少不了一碗擂茶茶湯，將花生、芝麻、茶葉、白胡椒、薄荷葉、九層塔等盛放在鉢中，擂磨成細粉，再用開水衝泡飯即成。顏色碧綠如青苔，味道苦中帶香。

## 風俗

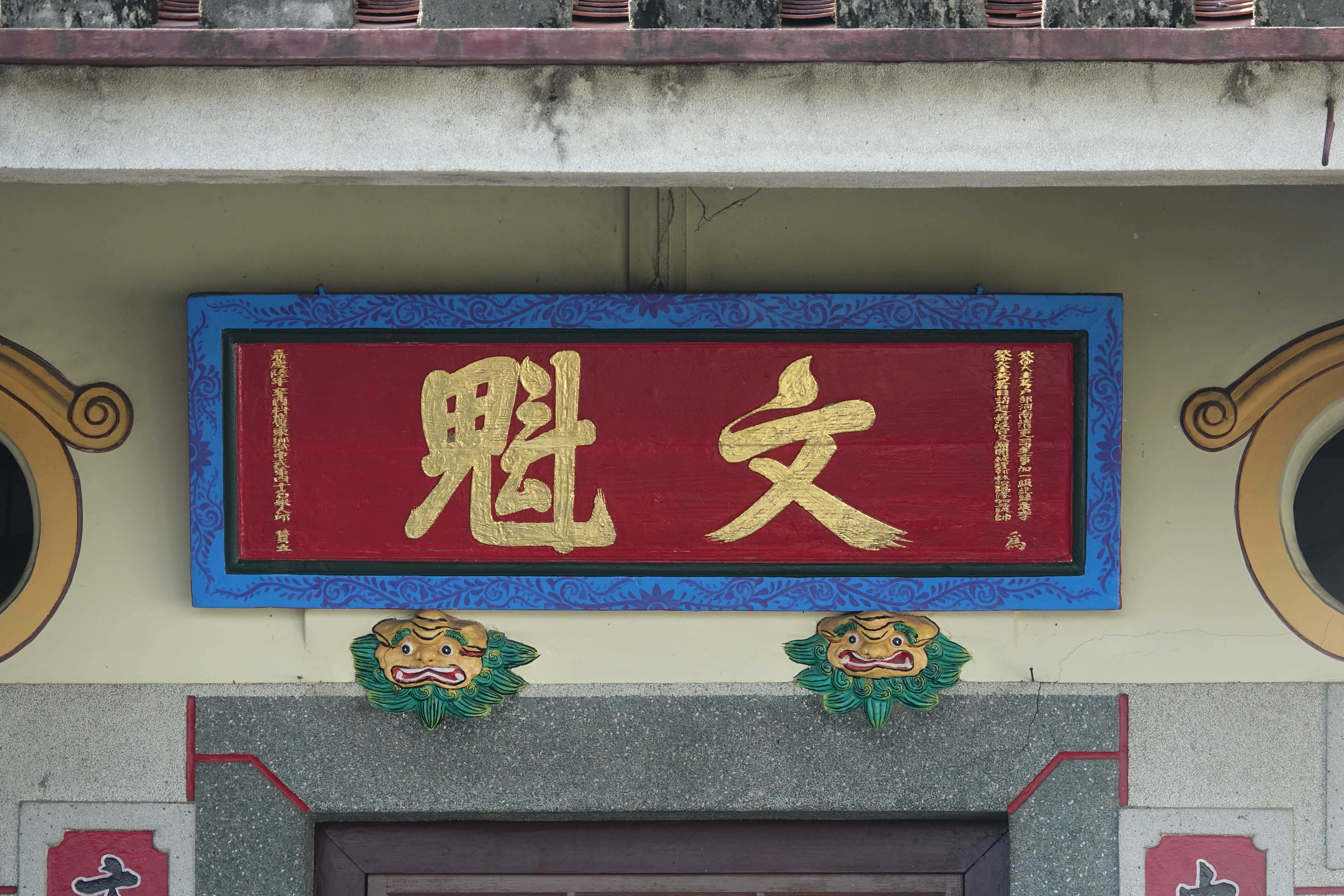
掛匾

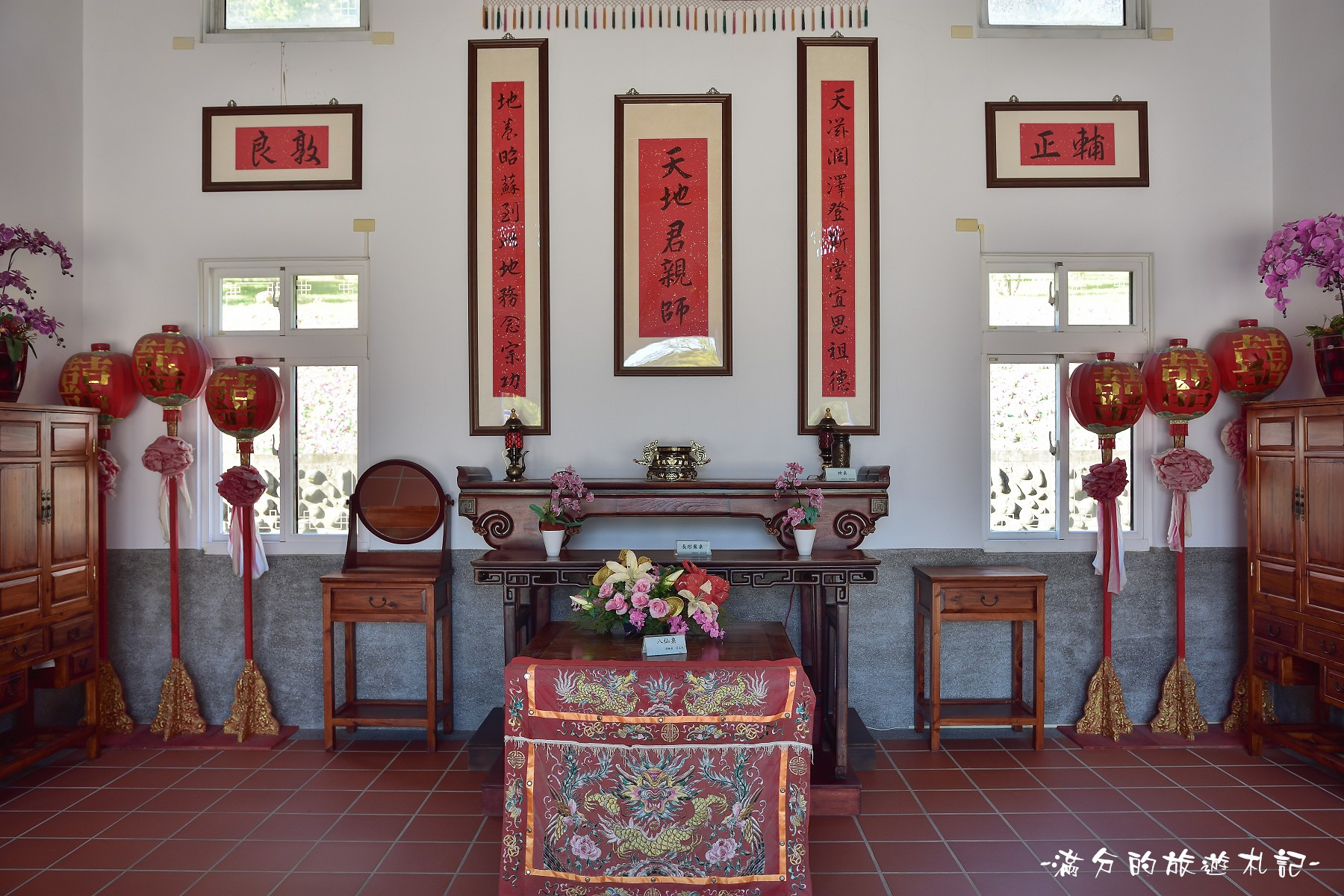
對聯

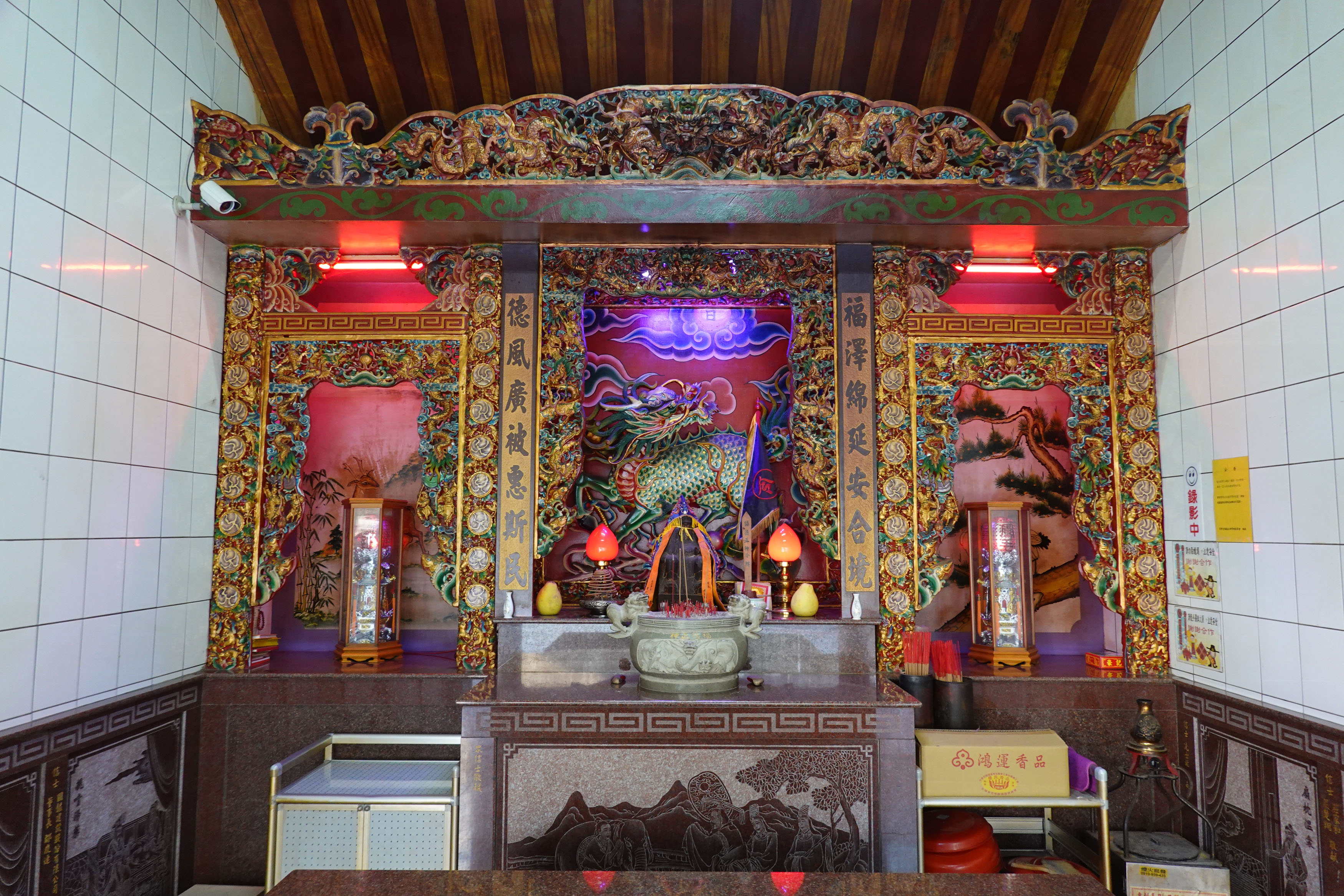
祠廟

### 上燈
上燈，又稱賞燈、響燈、添燈、慶燈、張燈，即將燈籠掛起之意，由於客家方言燈與丁諧音，喻示人丁興旺、名利兩全。上燈習俗是新生嬰兒進入本宗族的一種儀式，被認為是一個重要的人生禮儀。據祝枝山手寫《正德興寧志稿本》記載，早在明代梅州興寧就有元宵上燈的習俗。客家上燈習俗的核心是祈求子嗣繁盛，同時還具有民俗意涵，折射出人文精神。

### 郎名
在客家人的族譜中，常看到其先祖的名字除了姓名法號之外一般都會有郎名。在唐宋時期郎名是當時社會文化的習慣。《禮記．檀弓》「幼名，冠字」這些郎名五花八門，如高千郎、成宗郎、鐵三郎、六十六郎、仕九郎等。如在《水滸傳》中的武二郎、武大郎、宋三郎等。清代阮葵生《茶余客話》指這種情況最早見於春秋戰國時代，吳王有個女兒就取名二十。而唐代李白又稱李十二，杜甫又稱杜二，延續至宋代仍頗為盛行。如蘇轍又稱蘇二，秦少游又稱秦七，歐陽修又稱歐陽九等。

### 夜嫁
客家人的夜嫁傳承自昏禮，在古代婚嫁都會在夜間進行，有陰陽含義。《墨子‧非儒下》「昏禮威儀，如承祭祀。」昏禮在五禮中屬嘉禮，是繼男子的冠禮或女子的笄禮之後的人生第二個里程碑。南北朝以前的婚禮，布幔為屋，在門內外，謂之青廬，於此交拜。黃昏，新郎身穿爵弁服，隨從一律著黑，迎親馬車也漆成黑色。無鼓樂，男女雙方親友均不賀。

### 春秋二祭
春、秋兩季進行的祭祀活動與農耕文化息息相關，隨著時代變遷以及禮教的發展，清明節、重陽節祭祀，漸漸成為傳統習俗。按照傳統，以三牲酒禮、果品及各款紙品拜祭先人，祭祀後共享祭品。春祭即立春至清明之間掃墓祭祖，春天剛到來的時候以隆重的儀式進行春祭，追憶祖先的恩賜，期望祖先保佑在新的一年裡國泰民安、風調雨順。而在立秋進行的秋祭活動主要是清理墓地雜草、泥土等，由於立秋時節天氣較炎熱，正值農作物收成期，秋祭通常在中秋節前幾天才開始，至重陽節結束。

## 節日

### 天穿日（客家日）
中華民國客家委員會在廣徵客家人士意見後，宣布將具客家獨特性的「天穿日」（農曆正月二十）訂為中華民國「全國客家日」。

### 三重日、月忌日
江西省寧都縣的客家人則認為正月初三俗稱「三重日」，正月初五俗稱「月忌日」，亦說是「米穀神生日」，所以這兩天都忌做「始發飯」，也不宜出門。

### 入年架和出年架
年二十五稱“入年”。從此人們開始像打扮新娘出嫁一樣打扮過年。人們開始購買年貨、宰豬、蒸甜粄。村中小孩開始敲鑼打鼓。屋旁屬於自己的竹木要貼上紅紙，以示喜慶。要到自己家祖的墳地上燒香卦紙紀念。掛紙一般是紅紙，但也有掛“旺子紙”的。“旺子紙”是由草紙滴上雞血而成，因雞血在當地稱“雞旺子”故稱為“旺子紙”，表示保佑子孫財丁興旺。掛紙必須在年二十七前完成，傳說陰間最後一次墟日是年二十七，過了這一天，有錢也買不到東西了。這可能與本地水口墟逢一、四、七墟期有關，而年二十七便是一年中最後一個墟日。初五又稱“出年架”，表示年已過完了。

### 義民節
義民爺為臺灣民間信仰，祭祀在械鬥、民變、戰爭中，因保衛家鄉而犧牲的民軍。每年農曆七月二十為「義民節」。（因在台灣叛亂起事的多為福建漳州、泉州後裔，客家村莊多附和官軍、協助官兵鎮壓叛軍，故多被嘉封義民。）

## 信仰
客家人所信仰之神祇，多為道教、佛教、儒教中的神祇。除了玉皇大帝、關聖帝君、真武帝君、鍾馗帝君、文昌帝君、釋迦牟尼佛、觀世音菩薩、媽祖、城隍等漢人共通的神祇以外，他們亦奉祀若干特別的地方神祇。
- 土地伯公：漢族民間信仰普遍的神明之一，客家人普遍視為鄉土神，在傳統文化中，祭祀土地神即祭祀大地，現代多屬於祈福、求財、保平安、保農業收成之意。

- 義民爺：義民本義為義勇之人民，在動亂時代人們為感謝對維持地方秩序，捍衛族群利益而犧牲的成員，遂立祠、廟等供奉。

- 三界爺：即三官大帝，指的是道教中掌管天界（天府）、地界（地府）、水界（水府）三界之神，分別為天官、地官和水官。

- 龍神：一種守護地脈之神，也是風水學家重視的神祇。在華南普遍有此樣的信仰。

- 三山國王：潮州、惠州（部分地區）和梅州（部分地區）客家人的信仰，三山國王實指現廣東揭陽市揭西縣河婆鎮北面的三座山——巾山、明山、獨山的三位山神。

- 五顯大帝：閩南漳州詔安客家人的信仰，現今在台灣的彰化、台中、雲林、屏東、台北、宜蘭、台東等18個縣市，共有從詔安分香的五顯宮或五通宮，目前彰化大村鄉、員林鎮、埔心鄉、溪湖鎮等4個鄉鎮，共有10個庄頭，為輪流值年爐主，故依帝別劃分奉祀區域。

- 慚愧祖師：又稱蔭林山祖師，為粵東客家高僧信仰。慚愧祖師乃唐代福建沙縣人，俗姓潘，名了拳，佛教高僧，因將圓寂時，認為一世未能廣度眾生，心覺慚愧，令弟子在自身的靈骨塔寫上「慚愧」兩字，故稱「慚愧祖師」。

- 定光古佛：閩西汀州客家人的信仰，定光大師是五代末、宋初的高僧，十一歲時出家，十七歲得道，有許多神妙事蹟，如以法術除蛟、伏虎等。在宋太宗淳化年間圓寂，享壽八十二。民眾尊稱其為定光古佛。

- 民主公王：閩西汀州永定縣及連城縣和漳州南靖縣西部客家人信仰，為福建永定和漳州南靖西部的客家族群普遍信仰的村莊守護神。

## 活動

### 深圳客家文化節

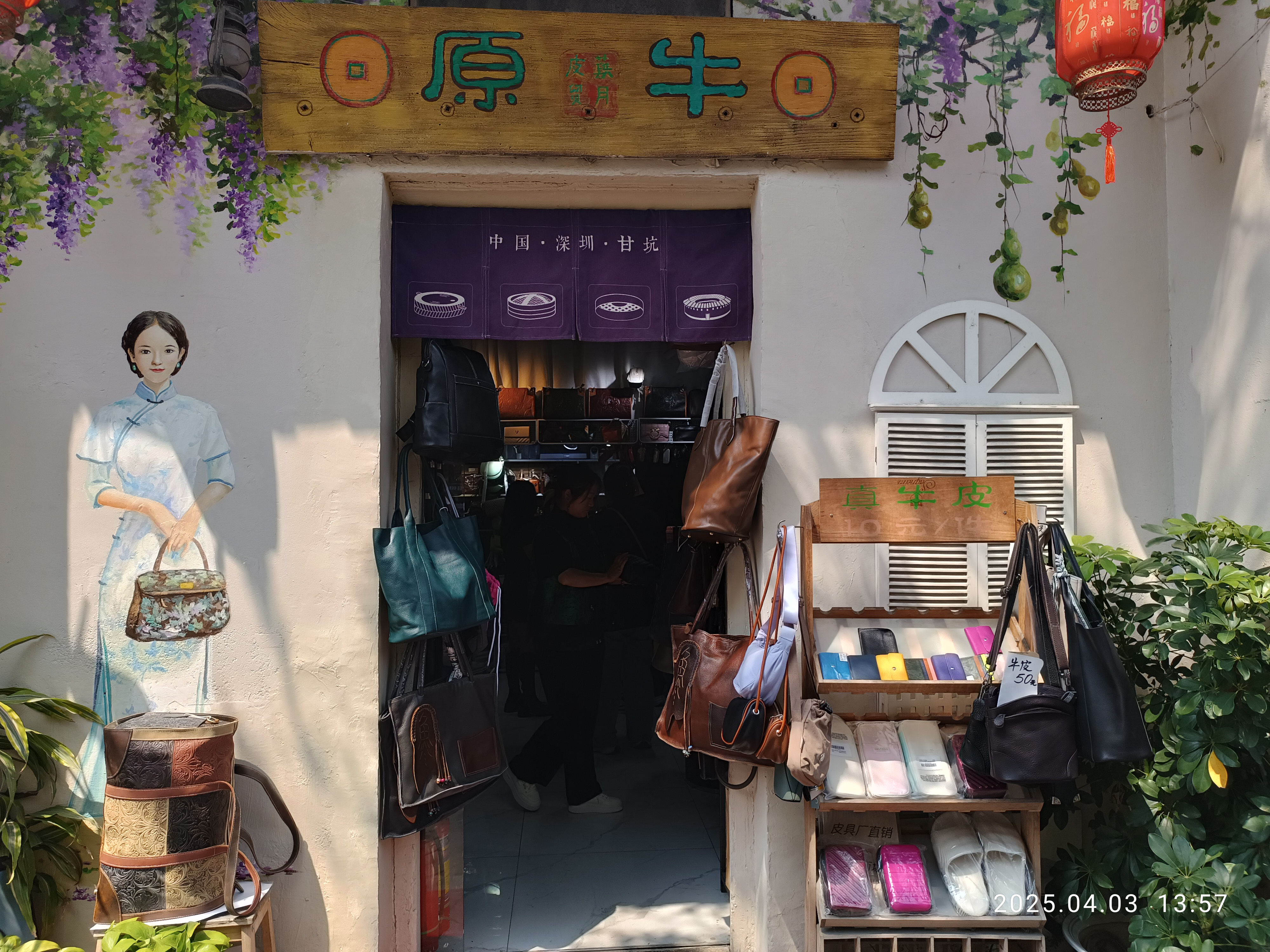
深圳甘坑客家小鎮

深圳客家文化節是深圳市創辦的品牌文化活動。活動由深圳市民間文藝家協會具體承辦，堅持市、區聯動，並積極吸納全市相關文化機構和單位加盟，整合資源，多方參與，共建共享，使深圳客家文化節常辦常新。客家文化是深圳本土文化的重要組成部分，為弘揚深圳客家文化，深圳市建立了客家博物館，成立了客家文化交流協會，並積極開展兩岸及海內外客家文化交流活動。自2006年以來，深圳連續舉辦了多屆深圳客家文化節，取得了豐碩成果，有力地推動了客家文化旅遊產業蓬勃發展。

### 世界客家博覽會
世界客家博覽會是首次以客家文化為主題的國際博覽會，於2023年8月11日至10月15日於桃園市舉辦，主題是「Travel to Tomorrow」。透過世界客家博覽會，反映客家移民在全球各地的在地化及多樣化經驗，更能夠把臺灣客家在自由民主環境中的文化創造力、創新力，推向全球客家世界。

## 客家花卉
桐花大都生長在丘陵地區，不論在中國大陸還是台灣，客家人都以油桐樹為經濟作物，所以油桐樹與客家人的淵源深厚，而油桐花生命力强，也被用來描述性格節儉、堅毅的客家人。近年來，台灣地區舉辦許多客家桐花季，作為振興客家地區觀光方法之一。

### 推廣場所
- 新北市客家文化園區
- 橫山客家文化工作室

### 引用資料
1. ↑  . 2021-04-07. 湖北科技学院鄂南文化研究中心[]
2. ↑  . 2020-10-14. 廣州大學地理科學與遙感學院
3. ↑  . 中國戲曲網.   [2020-10-19]. （原始内容存档于2020-11-03）.
4. ↑  . 南方網. 2019-12-26  [2020-10-19]. （原始内容存档于2021-01-24）.
5. ↑  . 廣東省博物館. 2016-06-06  [2020-10-19]. （原始内容存档于2020-10-19）.
6. ↑  . 大埔縣人民政府. 2013-04-18  [2021-04-14]. （原始内容存档于2021-05-01）.
7. ↑  . 廣東漢劇傳承研究院.   [2021-04-14]. （原始内容存档于2021-04-12）.
8. ↑  . 戲劇網. 2008-03-06  [2021-04-14]. （原始内容存档于2021-05-19）.
9. ↑  . 廣東漢劇傳承研究院.   [2021-04-14]. （原始内容存档于2021-04-12）.
10. ↑  . 中國非物質文化遺產網.   [2021-04-14]. （原始内容存档于2021-05-19）.
11. 1 2  邱慧齡：《茶山曲未央：臺灣客家戲》，商周編輯顧問股份有限公司，2000年。
12. ↑   肖東發主編；袁鳳東編著．形勝之區 江西文化特色與形態：現代出版社，2015.04：第152-157頁
13. ↑  .   [2022-10-21]. （原始内容存档于2015-01-11）.
14. ↑  .   [2022-10-20]. （原始内容存档于2022-10-20）.
15. ↑  . 中國非物質文化遺產網.   [2022-03-11]. （原始内容存档于2020-10-18）.
16. ↑  . 鎮海新聞網. 2009-02-12  [2022-03-11]. （原始内容存档于2020-10-17）.
17. ↑  . 深圳文明網. 2013-12-25  [2022-03-11]. （原始内容存档于2020-10-17）.
18. ↑  . 江西日報. 2018-03-13.
19. ↑  . 中國文物網. 2017-05-25.
20. ↑  . 桃園國際機場. 2014-05-30. 大會活動由桃園縣中平國小以「布馬傳藝」揭開序幕，客家特色與原鄉精神融合的舞步，配上大鑼鼓與嗩吶的樂曲，生動活潑、柔中帶剛的性格，呈現了布馬舞藝術優美、生動的內涵與風格。
21. ↑  . 中國新聞網. 2017-02-11  [2022-03-11]. （原始内容存档于2020-10-20）.
22. ↑  . 連城縣人民政府. 2019-07-19.[]
23. ↑  . 康樂及文化事務署. 2020-10-12  [2022-03-11]. （原始内容存档于2022-06-08）.
24. ↑  . 閩西客家船燈.   [2022-03-11]. （原始内容存档于2020-10-19）.
25. ↑  . 香港文彙報. 2012-11-06  [2022-03-11]. （原始内容存档于2022-03-11）.
26. ↑  . 香港文化節網. 2017-10-21  [2022-03-11]. （原始内容存档于2021-05-07）.
27. ↑  . 康樂及文化事務署. 2020-10-12  [2022-03-11]. （原始内容存档于2022-05-09）.
28. ↑  . 光明網. 2020-04-24.
29. ↑  . 清流新聞網. 2015-11-13  [2022-03-11]. （原始内容存档于2020-10-17）.
30. ↑  . 香港非物質文化遺產資料庫. 2018-10-26  [2022-03-11]. （原始内容存档于2020-10-17）.
31. ↑  . 客家新聞網. 2018-12-14.[]
32. ↑  . 興寧市文明網.
33. ↑  . 平遠縣人民政府. 2020-04-16.
34. ↑  . 新浪新聞. 2020-09-03  [2022-03-11]. （原始内容存档于2020-10-19）.
35. ↑  . 興寧市文明網. 2015-06-17.
36. ↑  . 中國評論新聞. 2007-03-20  [2022-03-11]. （原始内容存档于2020-10-20）.
37. ↑  . 人民網. 2013-07-01  [2022-03-11]. （原始内容存档于2013-07-06）.
38. ↑  . 江西省贛州市文化廣電新聞出版旅遊局. 2014-01-17.[]
39. ↑  . 廣東省文化館. 2018-01-16  [2022-03-11]. （原始内容存档于2020-10-19）.
40. ↑  . 中國新聞網. 2009-11-23  [2022-03-11]. （原始内容存档于2020-10-19）.
41. ↑  . 廣東省文化館. 2018-01-30  [2022-03-11]. （原始内容存档于2020-10-17）.
42. ↑  . 客家新聞網. 2019-11-20  [2022-03-11]. （原始内容存档于2020-10-17）.
43. ↑  . 古建中國. 2018-01-24  [2022-03-12]. （原始内容存档于2020-10-19）.
44. ↑  . 中國國家地理網. 2018-03-12  [2022-03-12]. （原始内容存档于2020-10-17）.
45. ↑  . 中國社會科學網. 2017-07-28  [2022-03-12]. （原始内容存档于2021-01-24）.
46. ↑  . 中國小康網. 2017-09-25  [2022-03-12]. （原始内容存档于2020-10-18）.
47. ↑  . 古物古蹟辦事處. 2020-09-23  [2022-03-12]. （原始内容存档于2021-10-19）.
48. ↑  . 龍岩市永定區人民政府. 2018-06-12  [2022-03-12]. （原始内容存档于2021-01-24）.
49. ↑  . 開封新聞網絡. 2014-07-18  [2022-03-12]. （原始内容存档于2020-10-12）.
50. ↑  . 大公報. 2018-02-08  [2022-03-12]. （原始内容存档于2020-02-20）.
51. ↑  . 廣東省人民政府辦公廳.   [2022-03-12]. （原始内容存档于2020-10-19）.
52. ↑  . 梅州日報. 2018-04-16.[]
53. ↑  . 南方都市報. 2018-07-31.[]
54. ↑  . 坪山區人民政府. 2019-01-01.[]
55. ↑  . 中國網. 2008-03-21  [2022-03-12]. （原始内容存档于2008-09-28）.
56. ↑  . 客家委員會.   [2022-03-12]. （原始内容存档于2020-07-06）.
57. ↑  . 聯合早報. 2019-05-14.
58. ↑  . 中國社會科學網. 2017-02-22  [2019-04-09]. （原始内容存档于2021-07-09）.
59. ↑  . 劉氏文化網. 2018-12-03  [2022-03-12]. （原始内容存档于2020-10-21）.
60. ↑  . 中國文化研究院.   [2022-03-12]. （原始内容存档于2020-01-15）.
61. ↑  . 文匯報. 2017-04-15  [2022-03-12]. （原始内容存档于2022-03-12）.
62. ↑  .   [2010-09-23]. （原始内容存档于2010-09-14）.
63. ↑  . new.qq.com.   [2019-04-27]. （原始内容存档于2019-04-27）.
64. ↑  . 2020-11-06  [2022-05-31]. （原始内容存档于2022-05-31）. 深圳市人民政府
65. ↑  . 2017-12-06  [2022-05-31]. （原始内容存档于2022-06-10）. 中央人民廣播電台
66. ↑  . 2016-12-19. 深圳市人民政府
67. ↑  . 2016-11-23  [2022-05-31]. （原始内容存档于2022-06-10）. 中國文明網
68. ↑  . 中華民國總統府.   [2023-02-13]. （原始内容存档于2023-02-13）.
69. ↑  . 中華民國客家委員會.   [2023-02-13]. （原始内容存档于2023-02-13）.

### 研究書目
- 許峻誠 （助理教授）.  (PDF). 文化產業、戲劇與傳播-多元建構的客家子計畫五成果報告.   [2022-03-11]. （原始内容 (PDF)存档于2022-03-20）.
- 王保鍵 （國立中央大學客家語文暨社會科學學系副教授）. . 文官制度季刊.
- 謝登旺 （元智大學社會學系副教授兼師資培育中心主任）.  (PDF). 通識研究集刊. 2005年  [2022-03-11]. （原始内容 (PDF)存档于2022-03-20）.
- 廖淑容 （ 明新科技大學休閒事業管理系副教授）.  (PDF). 建築與規劃學報.   [2022-03-11]. （原始内容 (PDF)存档于2022-03-20）.
- 陳科.  (PDF). 儀隴縣民間傳統文化叢書.   [2022-03-11]. （原始内容 (PDF)存档于2022-03-20）.